# Bali
Pour les articles homonymes, voir Bali (homonymie).
Cette page contient des caractères spéciaux ou non latins. S’ils s’affichent mal (▯, ?, etc.), consultez la page d’aide Unicode.
Bali (balinais : ᬩᬮᬶ, indonésien : Pulau Bali) est une île du Sud de l'Indonésie située entre les îles de Java et de Lombok. Elle fait partie des Petites îles de la Sonde. Sa superficie est de  5 392 km2 à ne pas confondre avec la superficie de la province  qui est de 5 600 km2 car elle comprend en plus de Bali un certain nombre de petites îles pour une superficie totale d'environ 208 km2. La population de l'ensemble des îles de la province de Bali était de 4 317 404 habitants en 2020, soit une densité de 771 habitants/km2. Administrativement, l'île fait partie de la province du même nom et accueille sa capitale (ibu kota), Denpasar, dans le Sud de l'île.

## Histoire
L'histoire de Bali couvre une période s'étendant du paléolithique à nos jours.

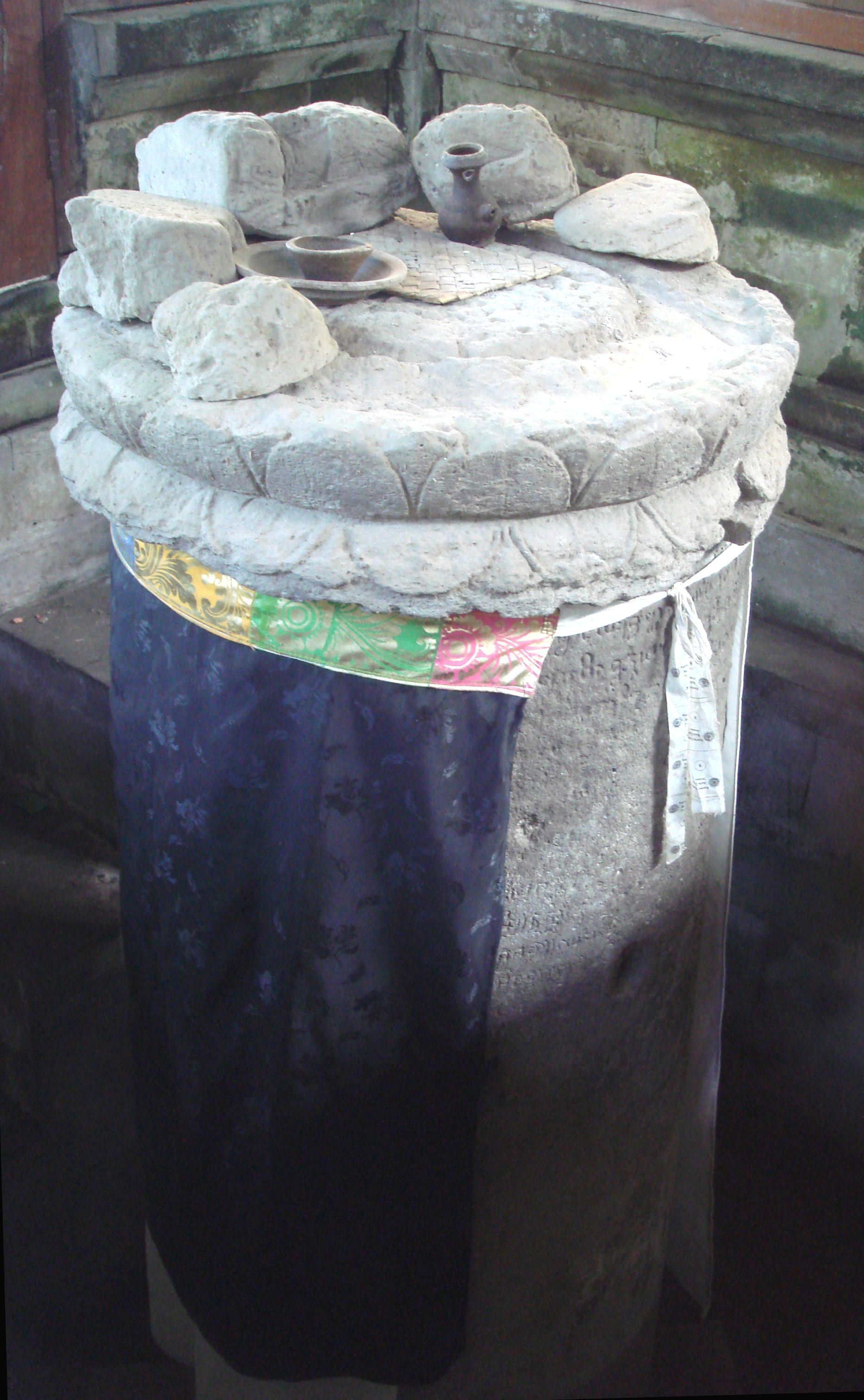
Charte de Blanjong (en) (914).
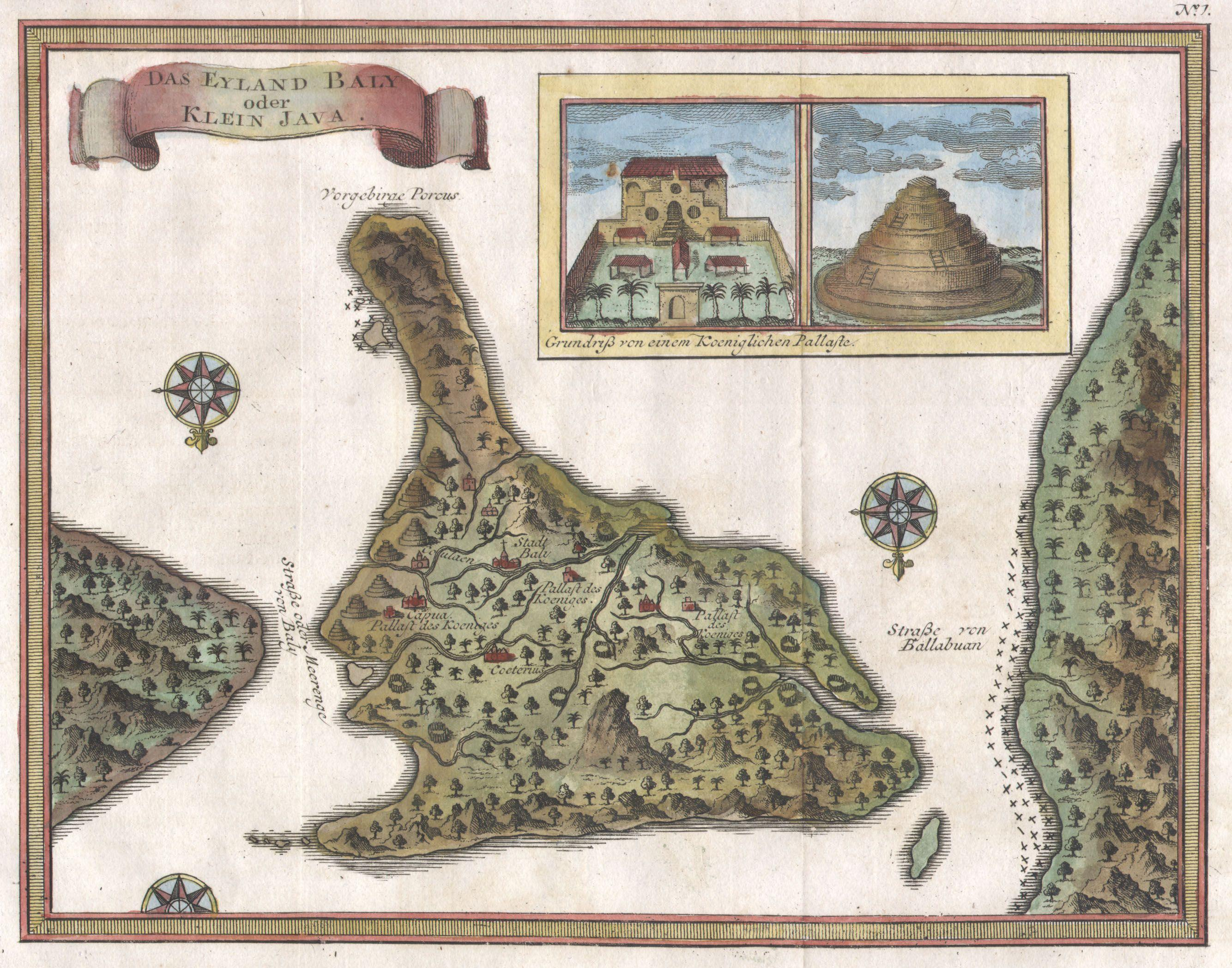
Carte de Bali au XVIIIe siècle, orientée Sud en haut de la carte.
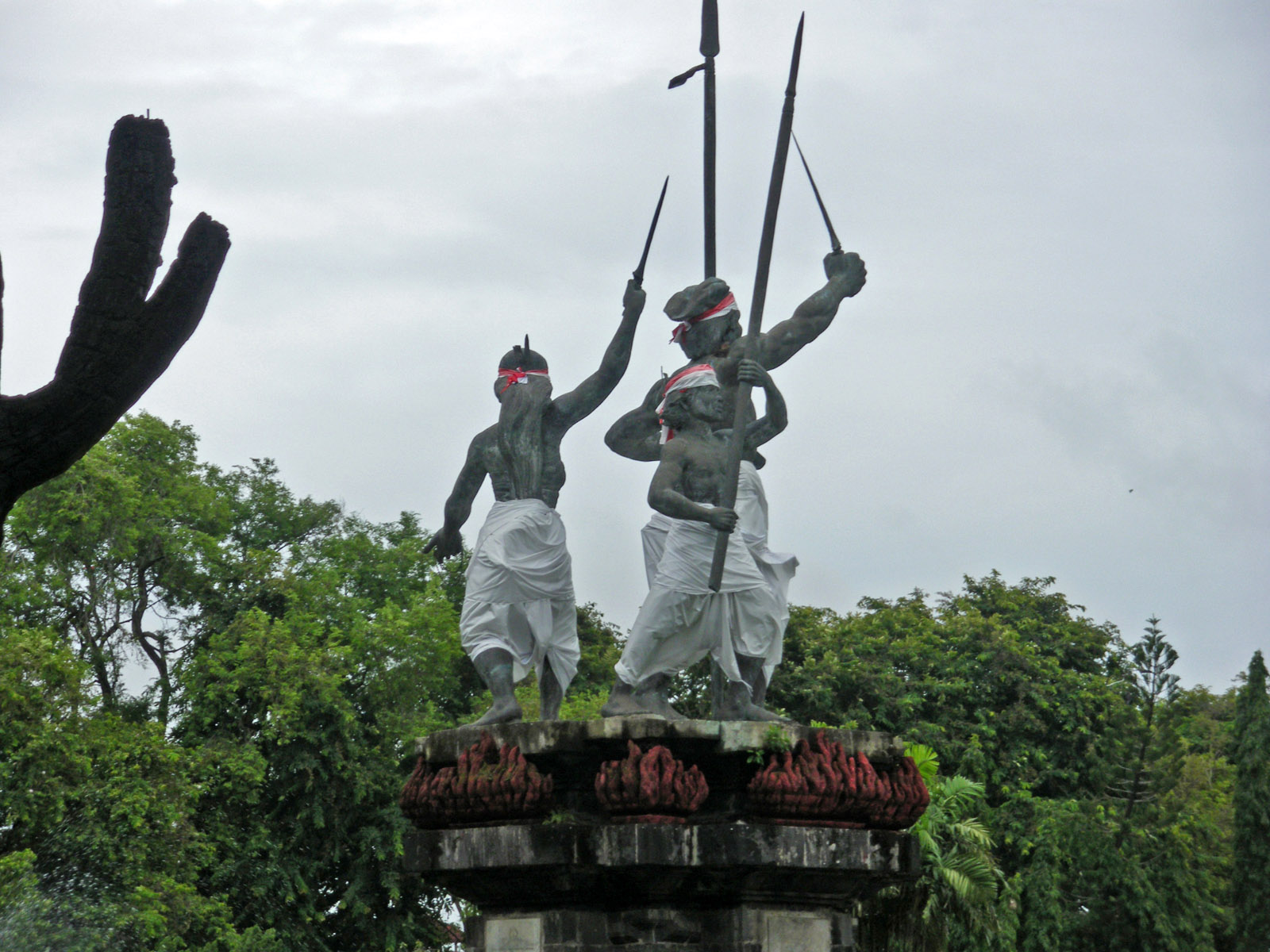
Monument commémorant le puputan de 1906 (Denpasar).

## Géographie

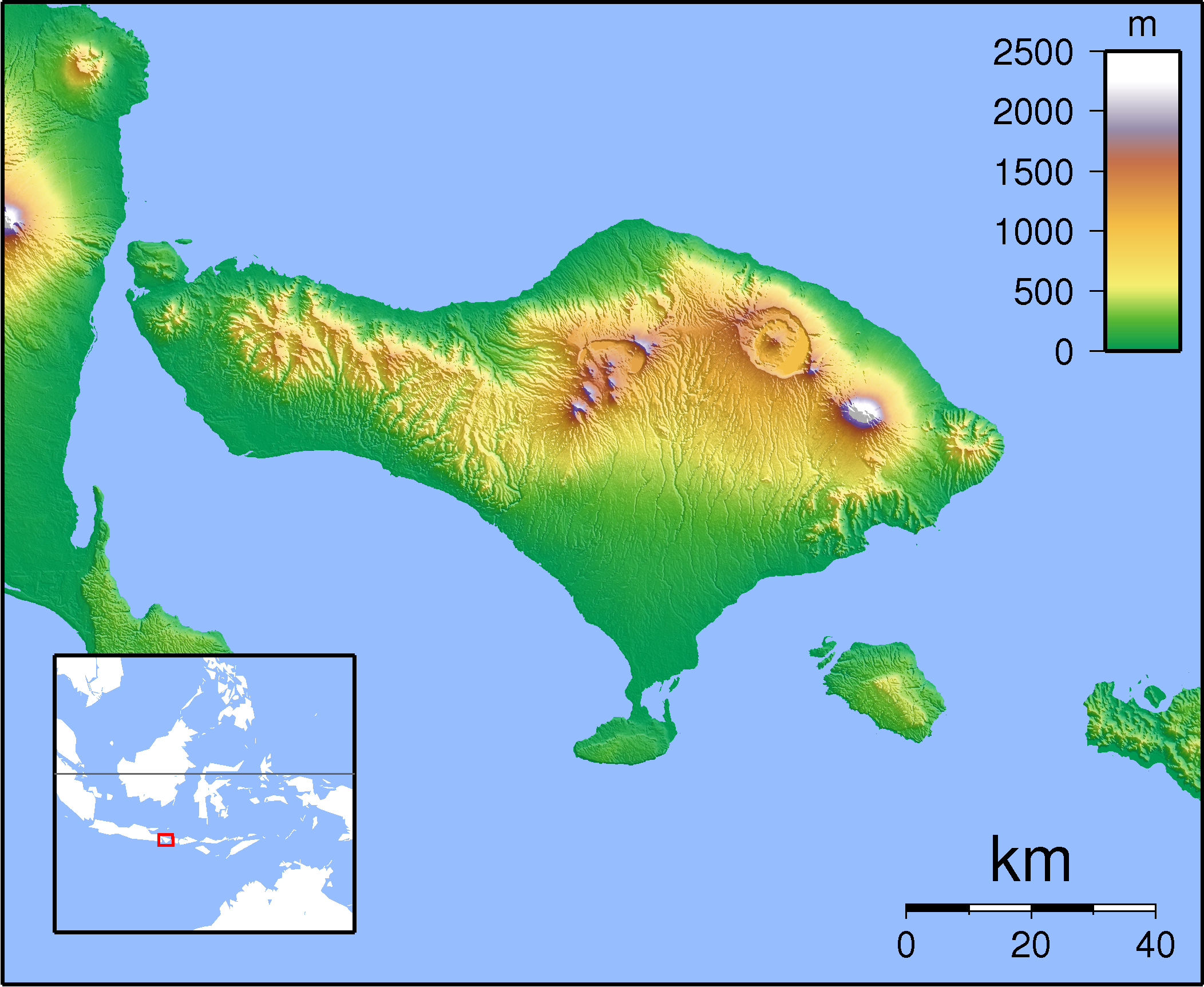
Relief de Bali.

Bali est la plus occidentale des Petites îles de la Sonde. Elle se trouve en mer de Bali, à 2,3 km à l'est de Java, à 36 km à l'ouest de Lombok et approximativement 8 degrés au sud de l'Équateur. Dans le Sud, seule la côte méridionale de la péninsule de Kuta baigne l'océan Indien. Bali et Java sont séparées par le détroit de Bali. D'est en ouest, l'île mesure approximativement 143 km de longueur. Elle s'étend sur environ 86 km du Nord au Sud. Sa superficie est de 5 392 km2.
La chaîne montagneuse du centre de Bali comprend plusieurs pics de plus de 2 000 mètres d'altitude. Le plus haut est l'Agung (3 142 m), un volcan actif baptisé la « Mère montagne ». La chaîne s'élève du centre vers l'est, avec l'Agung dominant à l'extrême-est. La nature volcanique de Bali contribue à son exceptionnelle fertilité et ses hautes chaînes montagneuses provoquent les fortes précipitations favorisant la forte production du secteur agricole. La vaste zone descendant du côté sud des montagnes est consacrée à la culture du riz. Les pentes du côté Nord descendent plus fortement vers la mer. C'est le principal secteur de la production de café de l'île, où l'on trouve également des légumes et du bétail. Le fleuve le plus long, la rivière Ayung, coule sur approximativement 75 km. Bali n'a pas de voies navigables importantes. La rivière Ho est cependant empruntée par de petits sampans.
L'île est entourée de récifs coralliens. Les plages du Sud sont de sable blanc, quand celles du Nord et de l'Est sont de sable noir. Les plages de sable noir entre Pasut et Klatingdukuh ont été développées pour le tourisme mais en dehors de celles proches du temple de Tanah Lot, elles ne sont pas encore utilisées de manière significative.
La plus grande ville de l'île est la capitale provinciale Denpasar située près de la côte sud. Sa population était d'environ 491 500 habitants en 2002, mais elle a presque doublé en 15 ans (2017).
La seconde plus grande ville de Bali est l'ancienne capitale coloniale Singaraja, sur la côte nord, peuplée d'environ 100 000 habitants. Les autres villes importantes sont la station balnéaire de Kuta, pratiquement dans la zone urbaine de Denpasar, et Ubud, au nord de Denpasar, connue comme étant le centre culturel de l'île.
Trois petites îles proches situées au sud-est font administrativement partie du Kabupaten de Klungkung : Nusa Penida, Nusa Lembongan et Nusa Ceningan. Elles sont séparées de Bali par le détroit de Badung.
À l'est, le détroit de Lombok sépare Bali de Lombok et marque la division biogéographique entre la faune de l'écozone indomalaise et la faune distinctement différente d'Australasie. La transition est connue comme la ligne Wallace, du nom d'Alfred Russel Wallace qui, le premier, a proposé une zone de transition entre ces deux biomes majeurs. Lorsque le niveau de la mer baissa à la période glaciaire du Pléistocène, Bali fut reliée à Java et à  Sumatra et à la partie continentale de l'Asie, accueillant ainsi la faune asiatique, mais les eaux profondes du détroit de Lombok ont continué à maintenir Lombok et les îles de la Sonde isolées.

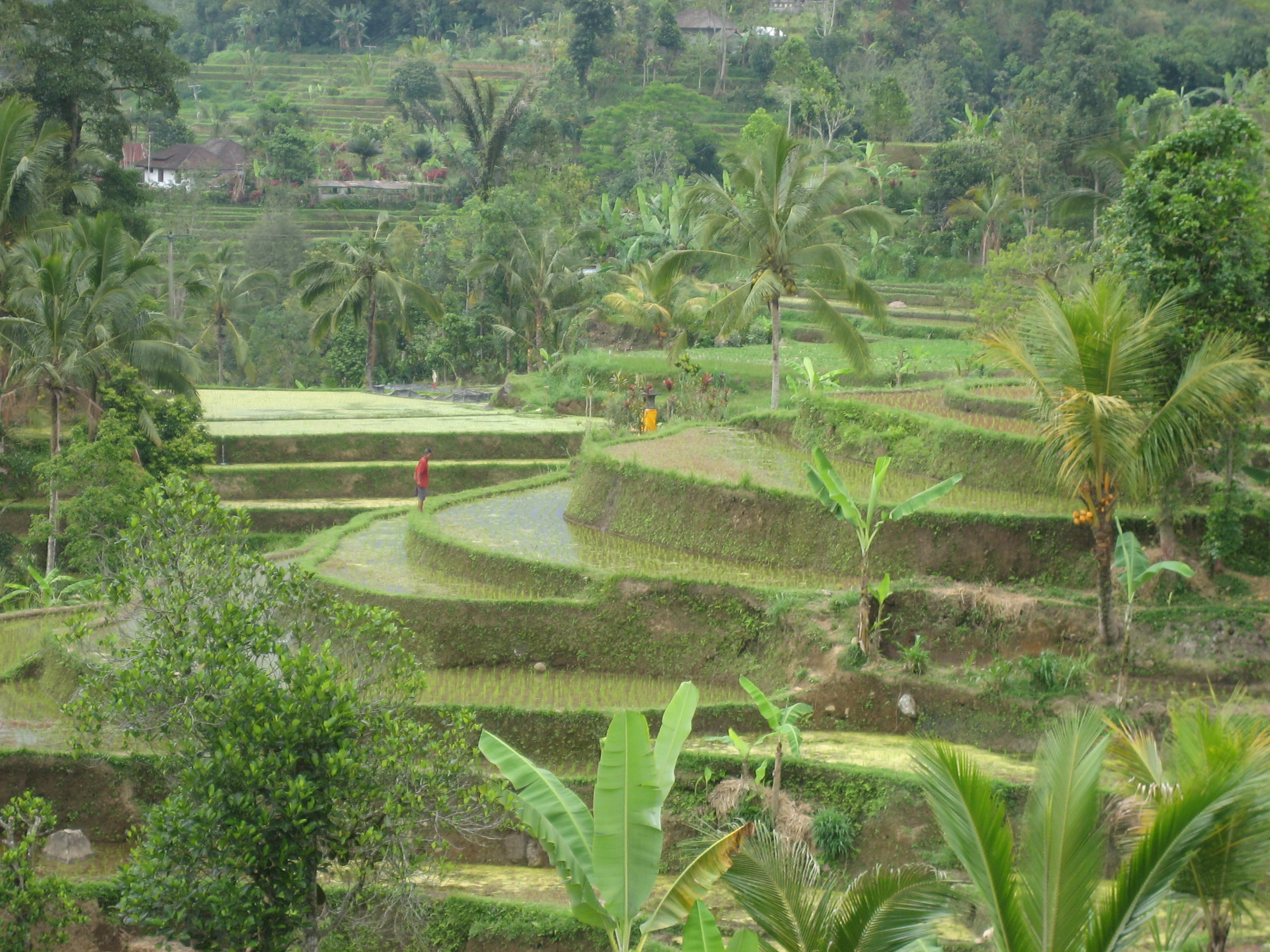
Rizières en terrasses dans le kecamatan de Tegallalang (Kabupaten de Gianyar)
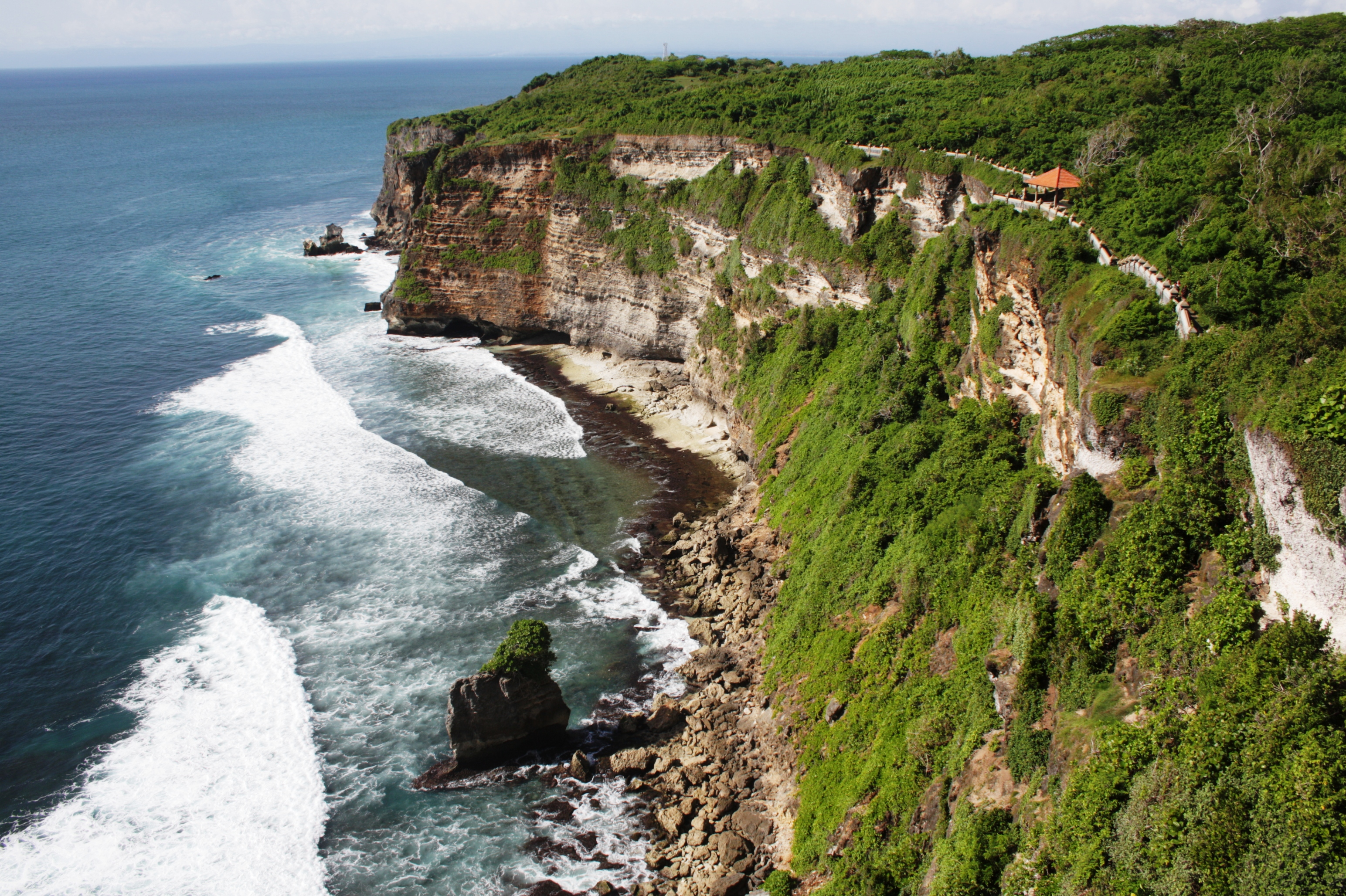
Falaise d'Uluwatu sur la péninsule de Bukit

### Formation géologique
L'île de Bali, comme d'autres îles de la Sonde, est le résultat de la subduction tectonique de la plaque australienne sous la plaque eurasiatique. Le plancher océanique tertiaire, fait d'anciens dépôts marins tels que l'accumulation de récifs coralliens, fut soulevé au-dessus du niveau de la mer par la subduction. Des couches de calcaire du tertiaire soulevées du plancher océanique sont encore visibles dans des zones comme la péninsule de Bukit avec l'énorme falaise d'Uluwatu, ou au nord-est de l'île dans la péninsule de Prapat Agung.
La déformation locale de la plaque eurasienne créée par la subduction a provoqué le fissurage de la croûte, conduisant à l'apparition de phénomènes volcaniques. Une chaîne de volcans parcourt la partie nord de l'île, dans un axe ouest-est où la partie ouest est la plus ancienne et la partie est la plus récente. Le volcan actif le plus haut est un stratovolcan actif, l'Agung, à 3 142 mètres d'altitude.
L'activité volcanique a été intense au cours des âges et la plupart de la surface de l'île (en dehors des péninsules de Bukit et de Prapat Agung) a été recouverte par du magma volcanique. Certains de ces dépôts, datant de plus d'un million d'années, subsistent, tandis que la plupart de la partie centrale de l'île a été recouverte par des dépôts volcaniques récents, de moins d'un million d'années, dont certains champs de lave très récents dans le nord-est, en raison de l'éruption catastrophique de l'Agung en 1963. L'activité volcanique, du fait de l'épais dépôt de cendres et de la terre fertile, riche en minéraux qu'elle génère, est un facteur important pour la prospérité agricole de l'île.
En bordure de la subduction, Bali est aussi au bord du plateau continental de Sunda, juste à l'ouest de la ligne Wallace et fut un temps reliée à l'île voisine de Java, en particulier lors de l'abaissement du niveau de la mer pendant les périodes glaciaires. Sa faune et sa flore sont ainsi d'origine asiatique.

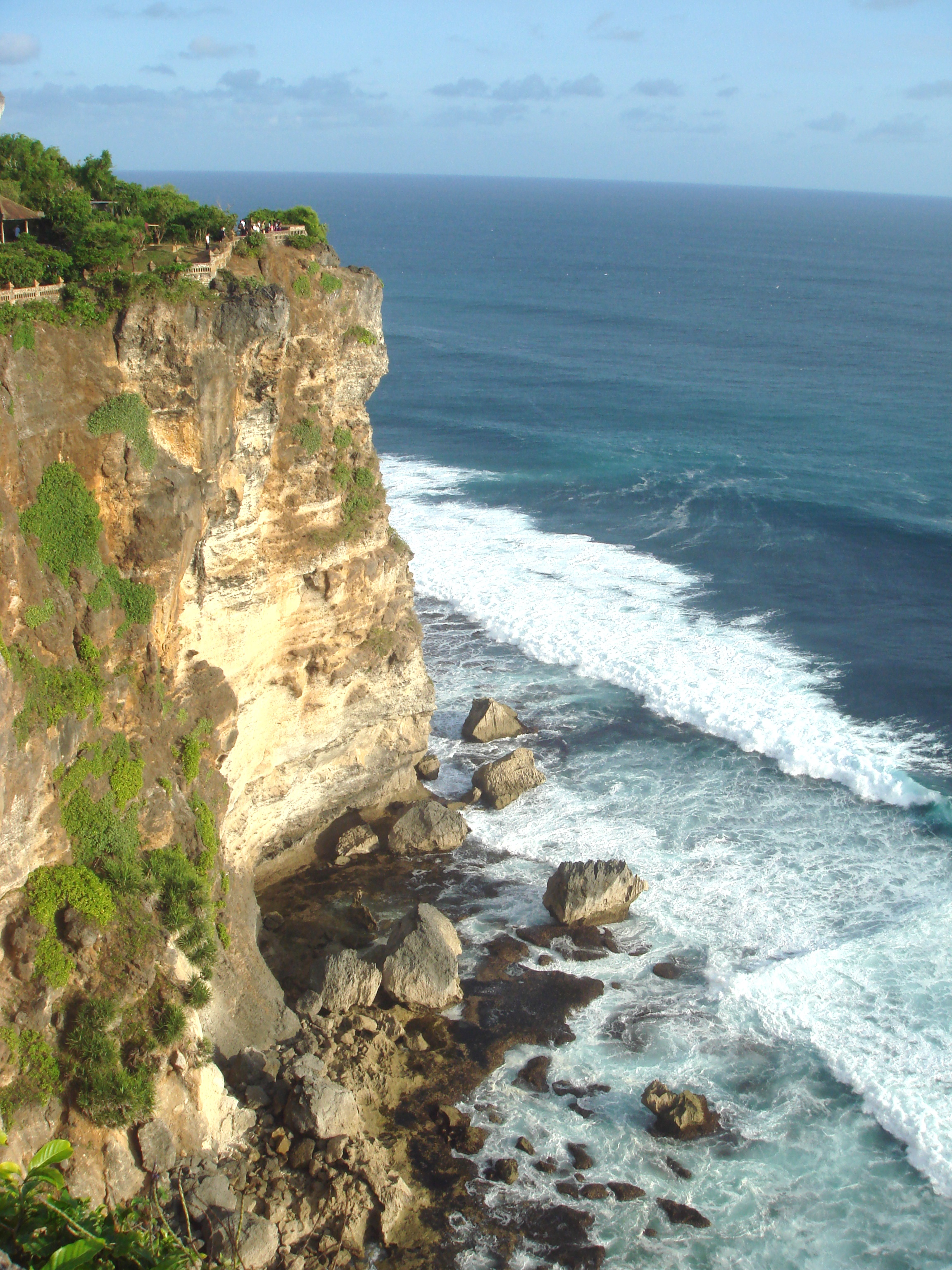
Les falaises calcaire du tertiaire d'Uluwatu furent soulevées depuis le plancher océanique par subduction.
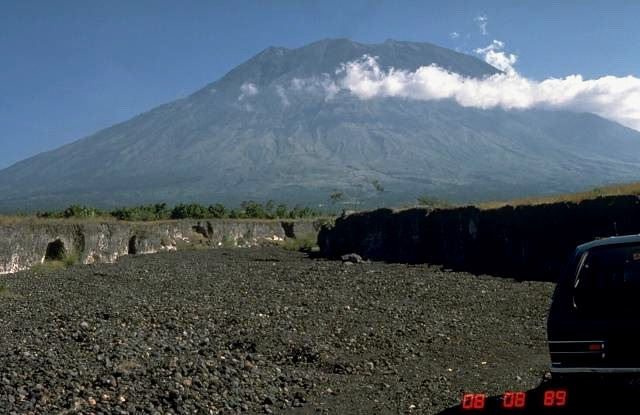
L'Agung toujours en activité
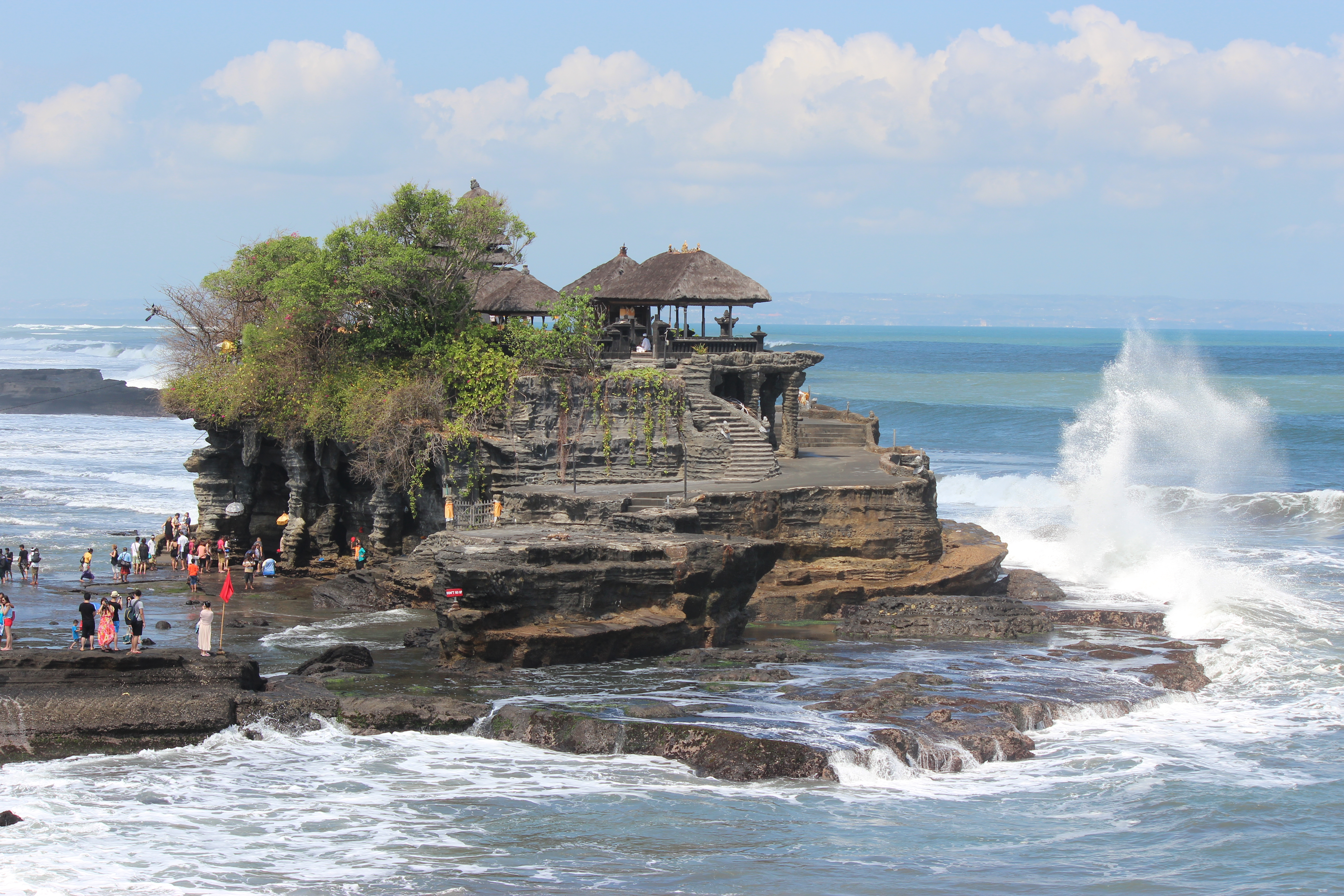

### Climat
L'île de Bali possède un climat tropical marqué par de fortes chaleurs constantes et un contraste entre une saison des pluies de novembre à mars et une saison sèche d'avril à octobre.
| Mois                              | jan. | fév. | mars | avril | mai | juin | jui. | août | sep. | oct. | nov. | déc. | année |
| --------------------------------- | ---- | ---- | ---- | ----- | --- | ---- | ---- | ---- | ---- | ---- | ---- | ---- | ----- |
| Température minimale moyenne (°C) | 24   | 24   | 24   | 24    | 24  | 24   | 23   | 23   | 23   | 24   | 24   | 24   |       |
| Température moyenne (°C)          | 27   | 27   | 27,5 | 28    | 28  | 28   | 27,5 | 27,5 | 27,5 | 28   | 28   | 27,5 | 27,5  |
| Température maximale moyenne (°C) | 30   | 30   | 31   | 32    | 32  | 32   | 32   | 32   | 32   | 32   | 32   | 31   |       |
| Précipitations (mm)               | 333  | 282  | 155  | 104   | 155 | 47   | 44   | 38   | 30   | 64   | 78   | 152  | 1 482 |

### Écologie
Bali comporte de nombreuses espèces d'oiseaux, dont l'étourneau de Bali qui est le seul oiseau endémique de l'île (aujourd'hui extrêmement rare et en danger d'extinction).
L'unique prédateur endémique situé au sommet de la chaîne alimentaire était le tigre de Bali. Cette sous-espèce du tigre s'est éteinte dans les années 1930.
Les macaques Crabier peuplent les forêts et fréquentent les abords des routes et des temples.
Le parc national de Bali occidental est une réserve naturelle située comme son nom l'indique dans l'ouest de l'île. Cette réserve naturelle constitue un refuge pour des espèces sauvages telles que le Sambar. La végétation est très diversifiée : mangrove bordant la côte nord, prairies fertiles, savane sur les flancs nord de la chaîne montagneuse, ou forêt pluviale. Le parc comprend la petite île de Menjangan dont les côtes abritent une riche faune marine.

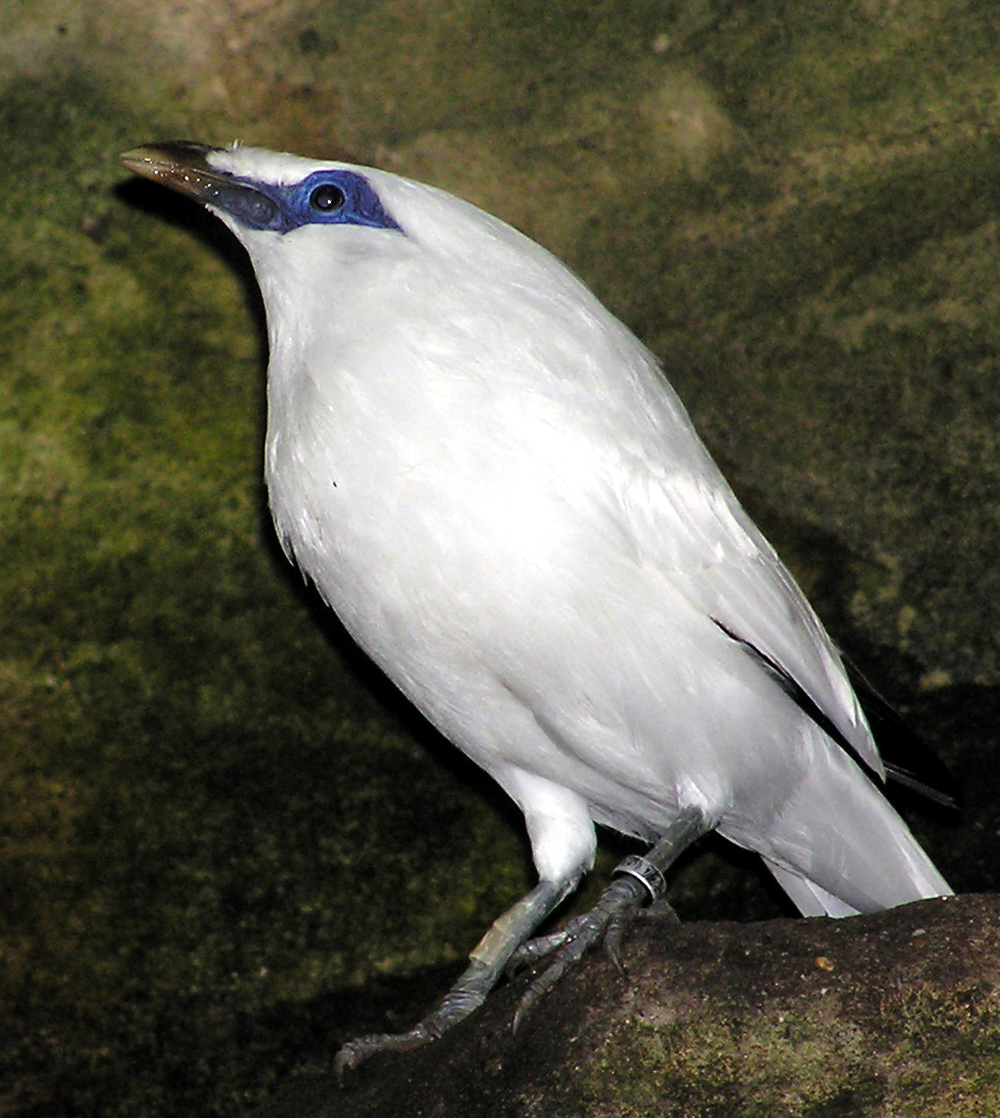
Étourneau de Bali
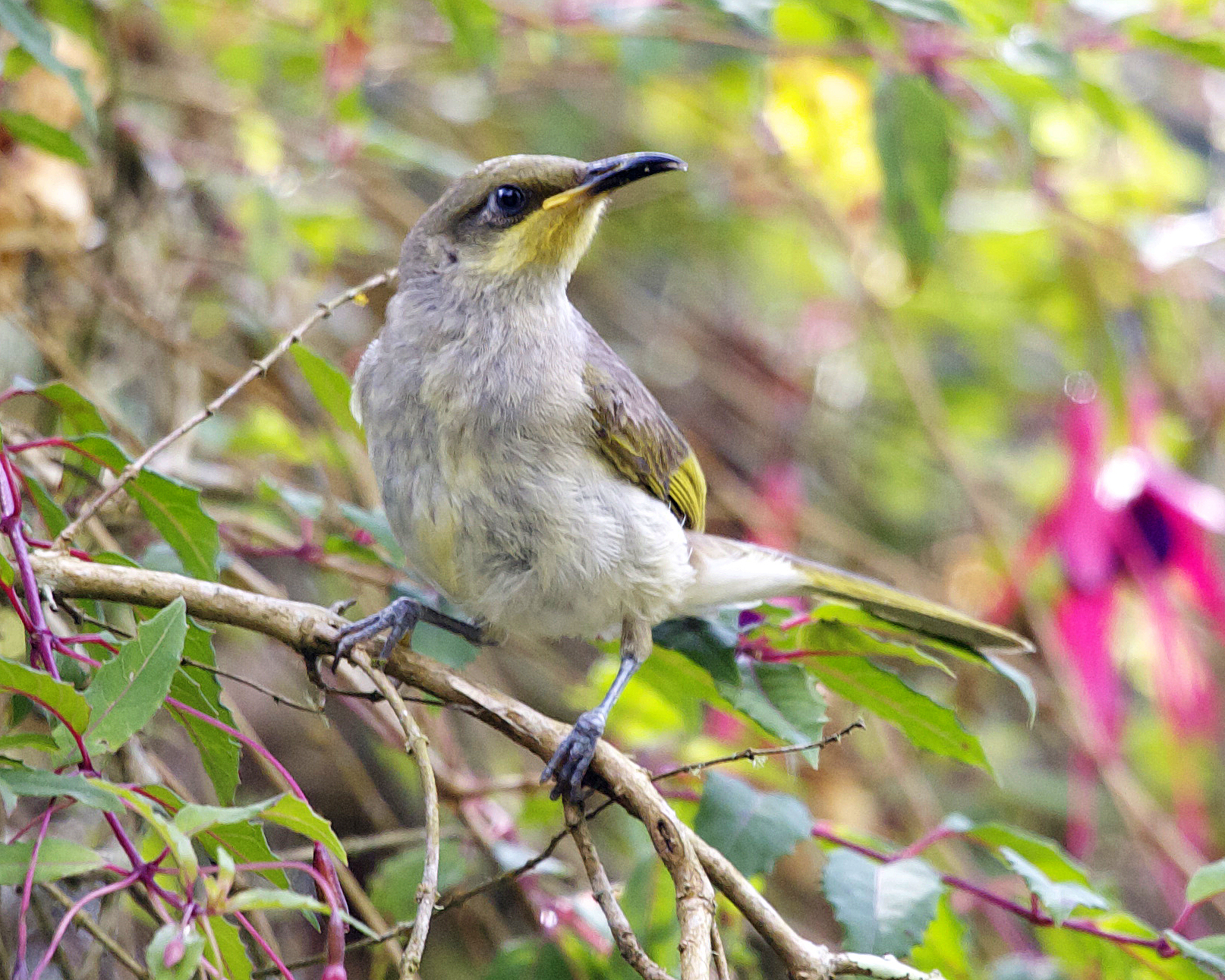
Un Méliphage frangé aperçu dans le jardin botanique de Bali
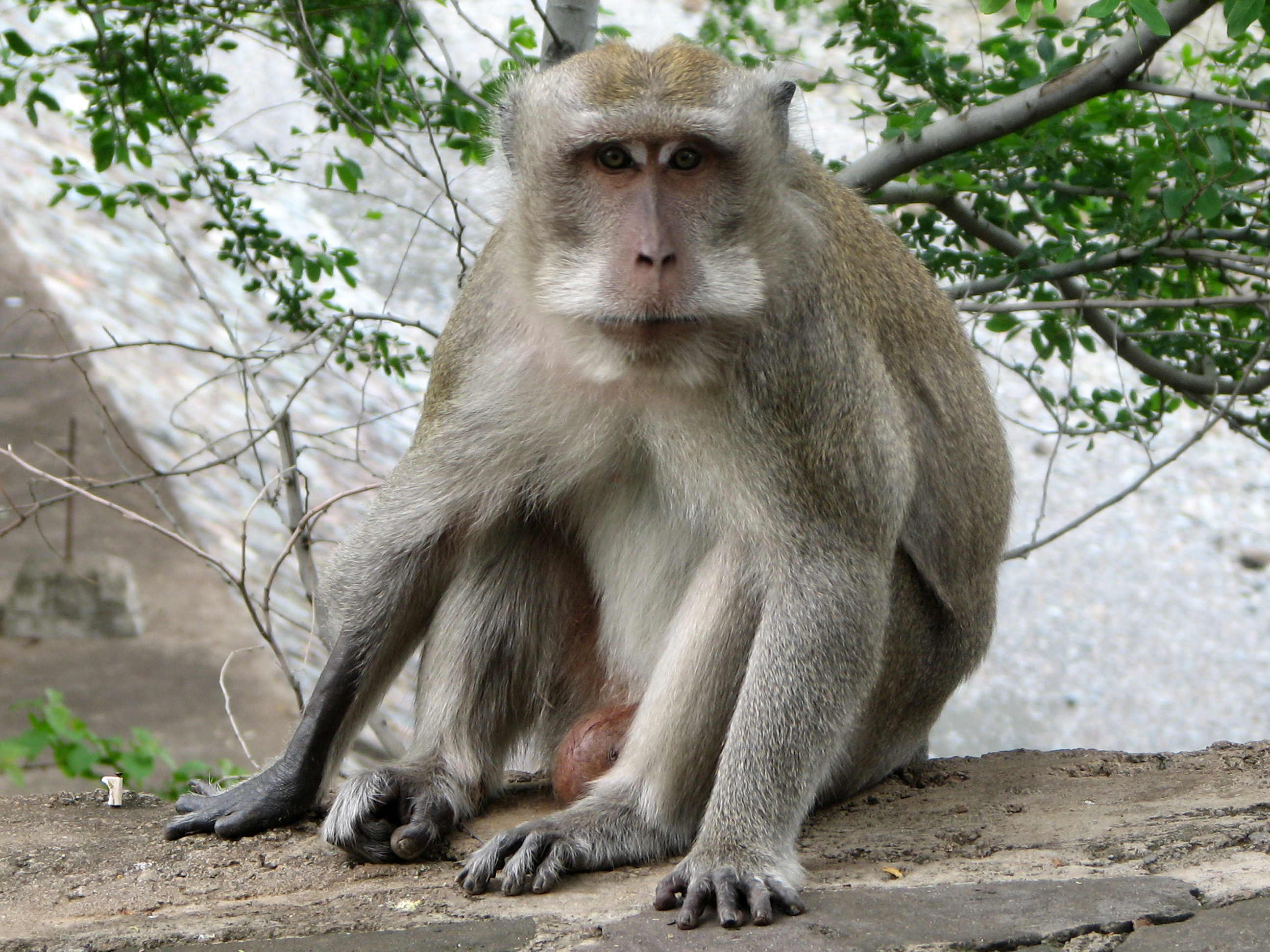
Macaque crabier
- Raie manta

## Économie
Avant l'essor touristique de la fin du XXe siècle, l'agriculture dominait l'économie balinaise. Jusqu'au début des années 1980, l'économie de Bali reposait largement sur l'agriculture en termes de production et d'emploi.[réf. nécessaire] Aujourd'hui, le tourisme fait partie d’un des revenus les plus importants pour le pays.

### Agriculture
Même si l'activité touristique est prépondérante, l'agriculture, comme ailleurs en Indonésie, reste le secteur qui emploie le plus de main d'œuvre, notamment dans la culture du riz. L'agriculture balinaise comporte aussi en petite quantité des fruits et légumes, le café Arabica et d'autres espèces. La pêche en mer est également une ressource importante. Bali est aussi célèbre pour son artisanat qui produit des batiks et des vêtements, des sculptures sur bois ou sur pierre, et de l'orfèvrerie.
Le café Arabica est essentiellement produit sur les hauts plateaux de Kintamani (région), près du mont Batur. Le café est généralement transformé par voie humide. Il en résulte un goût sucré, un café doux et une meilleure teneur en bouche. Les saveurs typiques comprennent le citron et d'autres sortes d'agrumes. De nombreux producteurs sont membres de fermes traditionnelles appelées subak abian, basées sur la philosophie traditionnelle balinaise des "Tri Hita Karana". D'après cette philosophie, les trois sources du bonheur sont de bonnes relations avec Dieu, avec les gens et avec l'environnement. Le système Abian Subak est adapté au commerce équitable. L'arabica de Kintamani est le premier produit d'Indonésie à faire l'objet d'une demande d'enregistrement à l'indication géographique. On y retrouve également le café le plus rare et le plus cher au monde, le Kopi Luwak.

### Tourisme
L'activité touristique est importante dans toute l'île, mais surtout concentrée dans le Sud. L'aéroport international Ngurah Rai de Denpasar (inauguré en 1969) se trouve à proximité de Jimbaran, sur l'isthme joignant la partie la plus méridionale de l'île à sa partie principale. Le "tourisme de congrès", pour les fréquentes conférences internationales organisées sur l'île, constitue une autre source de revenus en progression, notamment à la suite de l'attentat de 2002 et officiellement pour aider à restaurer l'industrie touristique de Bali. L'île possède également une forêt des singes à Ubud où l'on peut observer des macaques crabiers en liberté.
Le tourisme balinais, qui s'est développé dès les années 1930 et surtout dans les années 1970,, constitue sa principale ressource.
Les conséquences du tourisme de masse deviennent, pour certains observateurs, préoccupantes, notamment avec la dégradation du milieu et du patrimoine, ou encore avec la surconsommation des ressources,. Si au début des années 2000, « 38 % de la population active serait concernée par le tourisme, et l'activité contribuerait à plus de 50 % des revenus des Balinais », pour 1,5 million de touristes, on estime dix ans plus tard que la moitié des 3,8 millions d'habitants travaillent — directement ou indirectement — pour l'industrie du tourisme.

L'économie a cependant souffert, un temps, des conséquences des attentats terroristes de 2002 et de 2005 (en), avec une baisse de fréquentation notamment de 22 % entre les saisons 2002 et 2003 et de 13 % entre celles de 2005 et de 2006.
« En 2009, le tourisme devient la principale recette de l’économie nationale avec 42 % du revenu totalInterprétation abusive ? ». L'île accueille plus de 3 millions de touristes, depuis l'année 2013, lui permettant ainsi d'être l'une des provinces les plus riches de l'Indonésie.
Toutefois, ce tourisme occidental reste confidentiel et élitiste jusqu'au début des années 1970. C'est l'époque où le régime de Soeharto entreprend de développer un tourisme de masse reposant sur Bali. Un bureau d'études français est consulté , dont les conclusions sont les suivantes :
- il faut un lieu à grande capacité d'accueil ;
- ce lieu doit être proche d'un aéroport ;
- les touristes doivent être relativement isolés de la population locale.

Comme de nombreuses régions d'Indonésie, Bali se caractérise par la beauté de ses paysages, l'agrément de son climat, l'originalité de sa culture. L'île est la principale destination touristique de l'Indonésie. L'aéroport international de Denpasar est le 3e d'Indonésie par son trafic, et la première porte d'entrée du pays en nombre de visiteurs. Il faut environ 15 heures d’avion pour rallier Bali depuis l’Europe.
Les principales stations hôtelières sont dans le sud de l'île :
- Kuta, très fréquenté par les surfeurs ;
- Nusa Dua, complexe d'hôtels 4 étoiles isolé de la population Balinaise ;
- Jimbaran, où s'alignent sur la plage paradisiaque plus de 100 restaurants de fruits de mer avec barbecues de plein air ;
- Legian, juste au nord de Kuta, plus calme et plus huppé ;
- Sanur, tranquille et familial.
- Canggu, au nord-est de Denpasar[13]

Sur la côte Nord, Lovina Beach est la principale station balnéaire.
Le Nord-Ouest et le Nord-Est (Amed) comportent les meilleurs sites de plongée ou de PMT.
Le trajet nord sud prend environ trois heures en voiture ou en moto.
Ubud est le principal centre touristique de l'intérieur des terres.
Bali est l’île des dieux, mais aujourd’hui aussi celle des influenceurs : une récente étude la place en tête des îles les plus “instagramées au monde”.
Récifs coralliens, mer turquoise, dunes de sable noir, bancs de sable blanc, palmiers et arbres fruitiers, rizières, volcans, temples et cerfs-volants, offrent un étalage de paysages paradisiaques tandis que bars de plage, piscines à débordement, restaurants luxuriants, magasins de vêtements, confortent le panorama alléchant et que sports d’eau, animaux, randonnées à vélo, balades en moto, yoga, méditation, bonne alimentation, musculation en plein air, cascades naturelles, visites culturelles, permettent d’agrémenter quotidiennement les posts aux couleurs vives des professionnels du secteur, parachevant ainsi le cliché de la vie rêvée sur les réseaux sociaux.
Ainsi, en 2018, l’île de Bali accueillait plus de 15,8 millions de touristes, un nouveau record.
Ces dernières années, les nationalités des touristes visitant Bali ont beaucoup évolué. Aujourd'hui, on constate une prédominance d'Australiens et d'Américains, tandis qu'auparavant, c'étaient surtout des Chinois qui visitaient l'île.
L'année 2023 a été marquée par des données significatives concernant les visiteurs à Bali. En moyenne, près de 439 438 visiteurs étrangers ont été accueillis chaque mois sur l'île. Le point le plus bas a été atteint en février, avec 323 623 arrivées, tandis que le mois de juillet a enregistré le pic le plus élevé, avec jusqu'à 541 353 visiteurs. Ces chiffres reflètent les fluctuations saisonnières et les tendances de voyage qui ont caractérisé l'année.

En janvier 2024, les touristes australiens constituent la majorité des arrivées de visiteurs étrangers à Bali, représentant précisément 27,75 % du total.

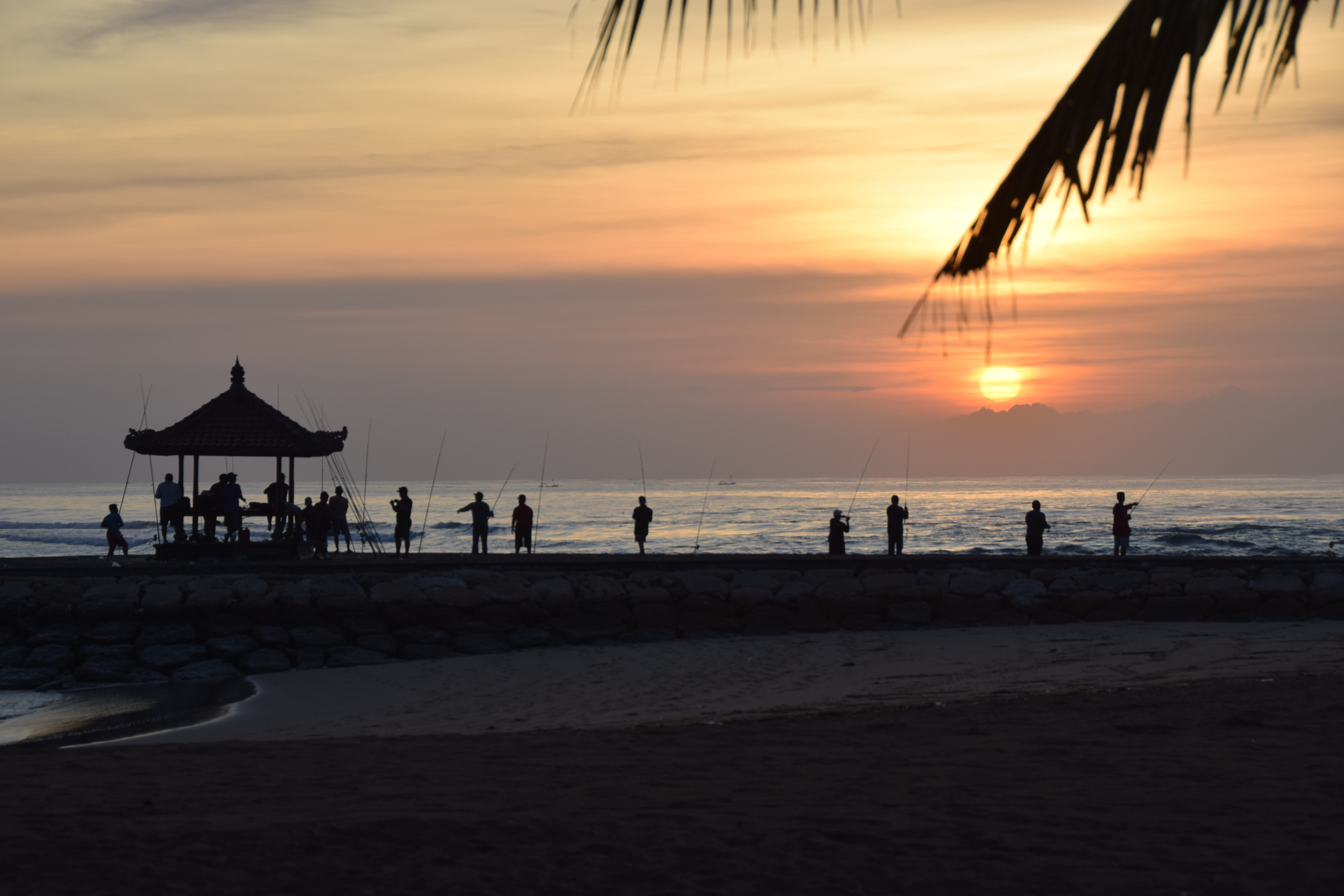
Pêcheurs au lever du soleil sur la plage de Nusa Dua.
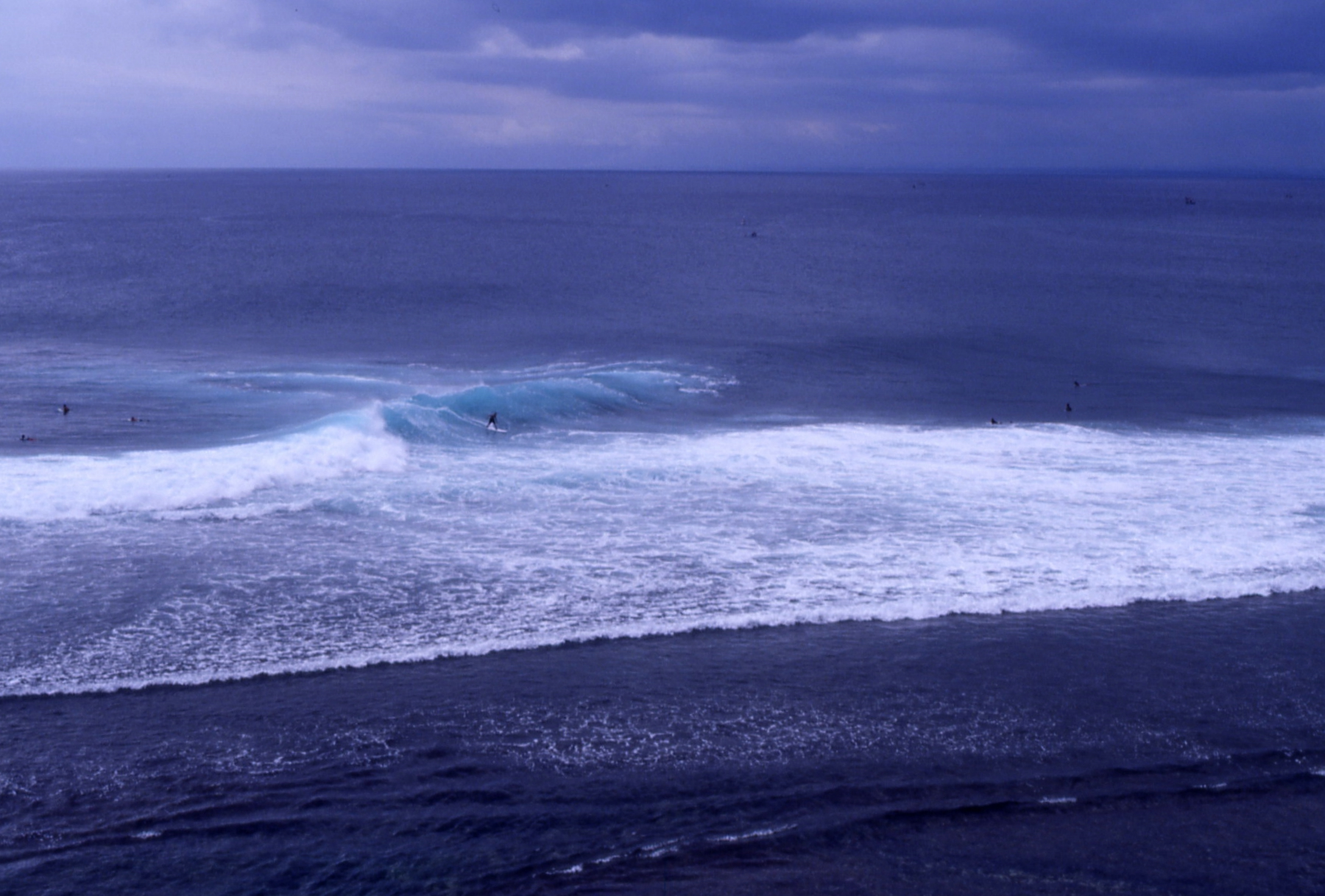
Spot de surf à Bali.
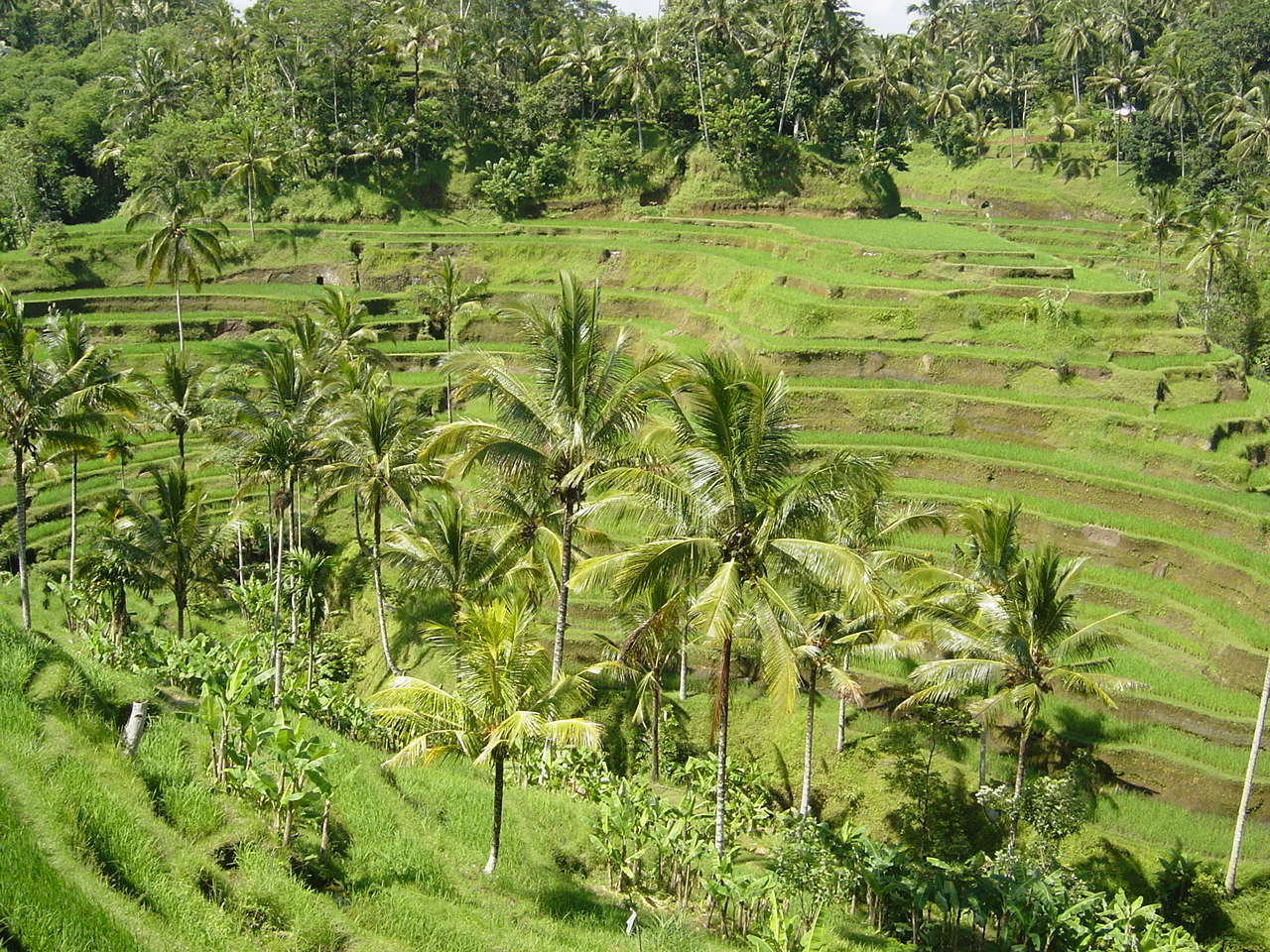
Rizières en terrasses près d'Ubud.
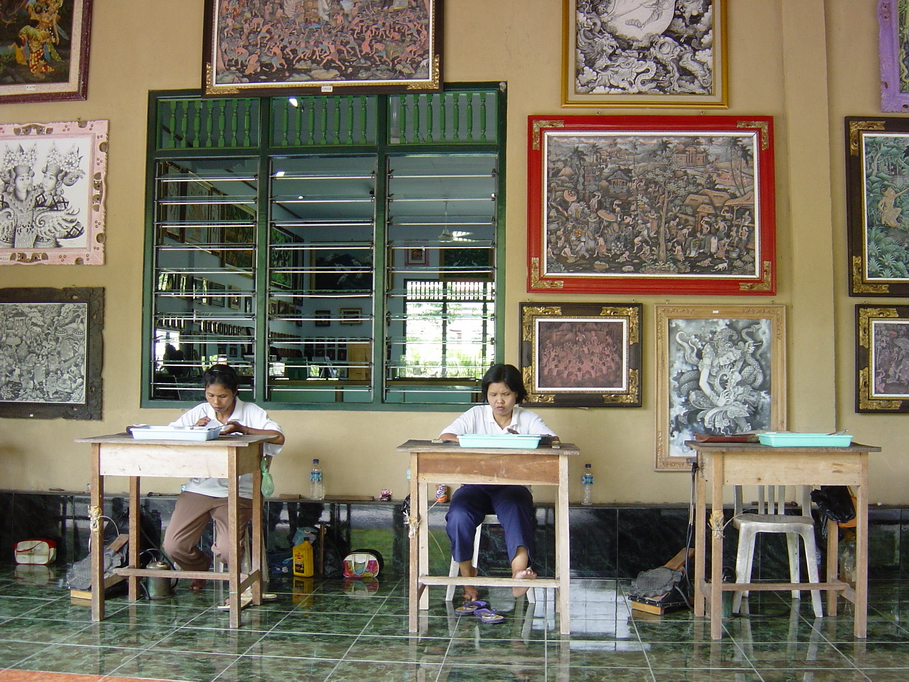
Fabrique de batik à Bali.
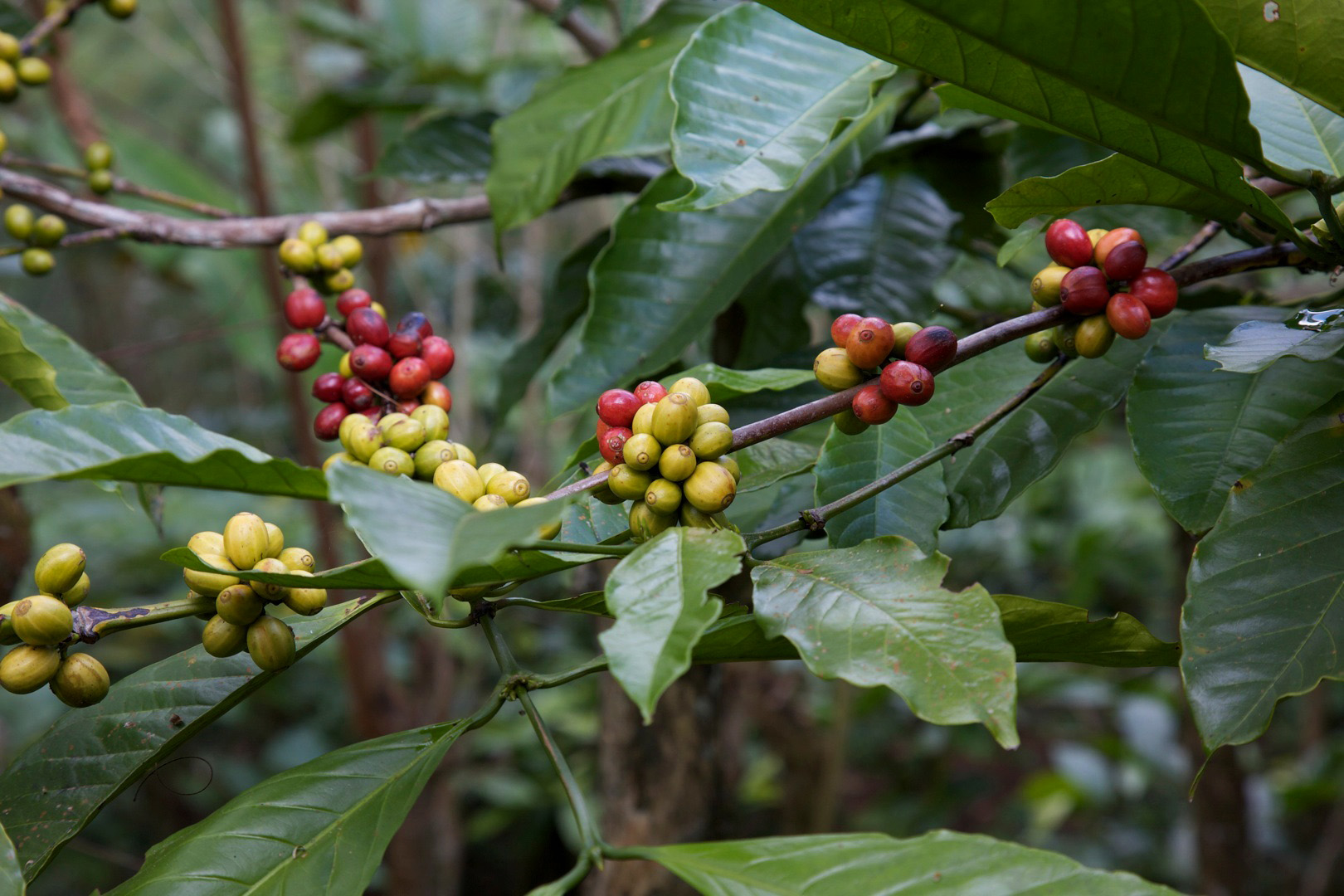
Baies de caféier à Bali.
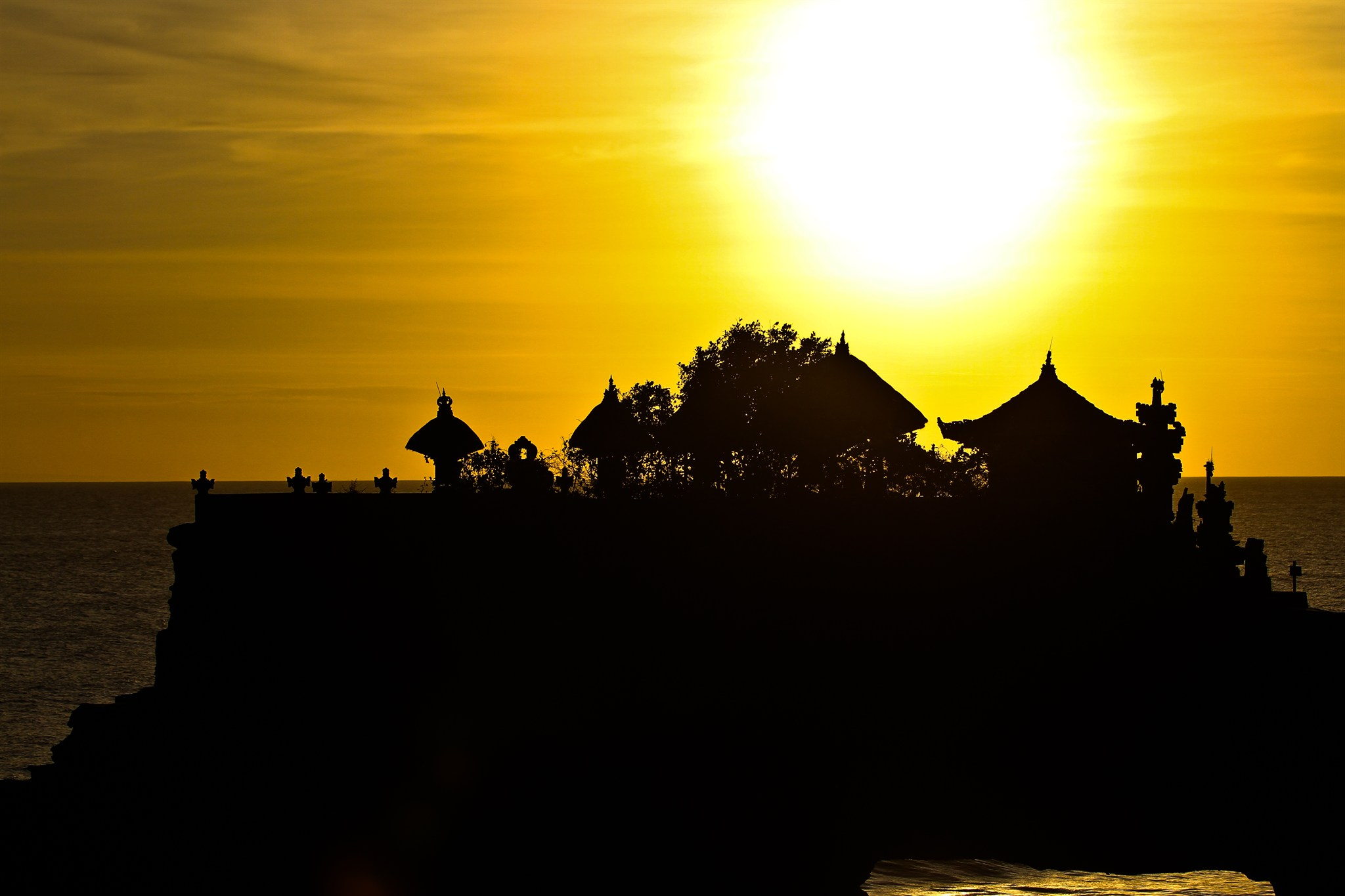
Coucher de soleil sur Tanah Lot.
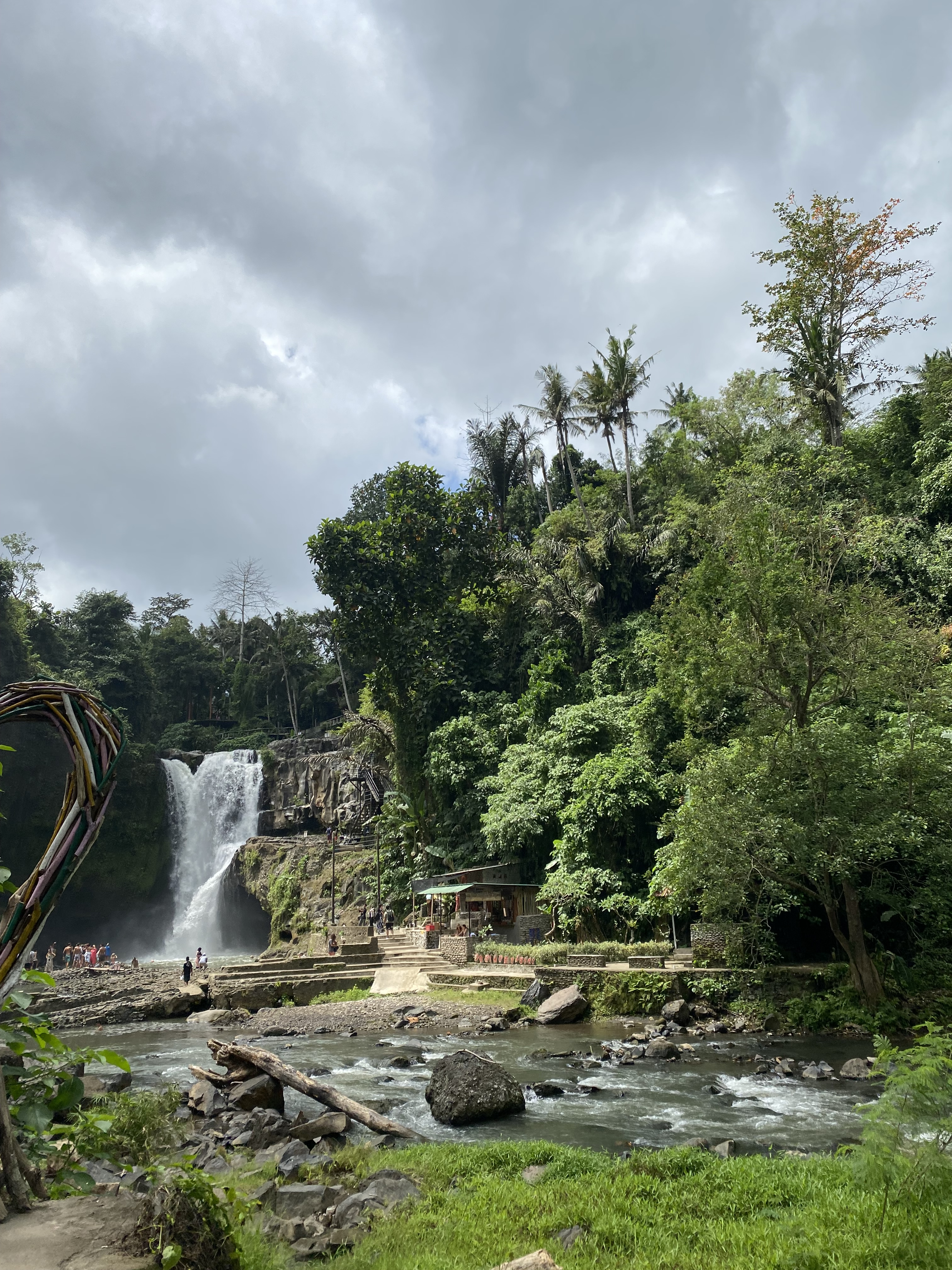
Cascade Tegenungan (Ubud)

## Administration
L'île de Bali fait partie de la province du même nom, l'une des trente-trois qui constituent l'Indonésie. La province est divisée en une kota, qui en est aussi l'ibu kota (le chef-lieu), et huit kabupaten correspondant aux anciens royaumes qui existaient dans l'île à l'arrivée des Hollandais :
- Kota de Denpasar
- Kabupaten de Badung (ibu kota kabupaten : Mengwi)
- Kabupaten de Bangli (Bangli)
- Kabupaten de Buleleng (Singaraja)
- Kabupaten de Gianyar (Gianyar)
- Kabupaten de Jembrana (Negara)
- Kabupaten de Karangasem (Amlapura)
- Kabupaten de Klungkung (Semarapura)
- Kabupaten de Tabanan (Tabanan)

## Langues
La langue balinaise fait partie du groupe dit "bali-sasak" de la branche malayo-polynésienne des langues austronésiennes.
Comme ailleurs en Indonésie, l'indonésien, langue nationale, n'est qu'une seconde langue pour la majorité des Balinais.
6 % de la population parle anglais, soit environ 185 000 personnes, essentiellement en raison de relation avec les touristes, le tourisme constituant la principale activité économique de l'île.

## Religions

### Hindouisme
Bali présente la particularité d'être la seule île d'Indonésie occidentale où la majorité de la population n'a pas abandonné l'hindouisme pour une religion monothéiste (il y a encore toutefois des régions de Java où les habitants sont restés hindouistes). 93 % des Balinais se déclarent en effet hindouistes. L'anthropologue allemand Martin Ramstedt du Max-Planck-Institut für ethnologische Forschung rappelle toutefois que l’hindouisme était inconnu dans l'archipel jusqu'à ce que des orientalistes et des théosophes européens le « projettent » sur les cultures javanaise et balinaise. Au XIXe siècle en effet, des savants européens construisent un hindouisme « religion mondiale ». Des savants allemands, britanniques et néerlandais voyaient des traces d'hindouisme et de bouddhisme « indien » dans la littérature en vieux-javanais ainsi que dans des ruines qui venaient d'être découvertes à Java et à Bali. Les Occidentaux qualifièrent Bali de « dernière enclave hindoue dans l'archipel », alors que jusque-là, les Balinais se considéraient comme les héritiers de Majapahit et ne connaissaient même pas le terme « hindou ».
Le mythe répandu, entre autres par les guides touristiques, pour expliquer cette situation, affirme que lors de la conquête du royaume hindou-bouddhique de Majapahit par les musulmans, l'élite politique et culturelle se serait réfugiée à Bali. Selon l'écrivain français Jean Couteau, l’origine de ce mythe pourrait être l’histoire de Dang Hyang Nirartha, un brahmane du royaume de Kediri qui se serait installé à Bali pour y réformer la religion hindouiste.
En dehors de Bali, on trouve encore aussi des populations restées hindouistes dans l'île voisine de Java, notamment les Osing de la région de Banyuwangi (Java oriental), mais aussi dans la région de Blitar, dans la région du Tengger autour du volcan Bromo et sur les flancs de volcan Lawu à l'est de Solo. Banyuwangi est héritière de la principauté de Blambangan, vassale de Bali au XVIe siècle.
L' hindouisme s'est maintenu à Bali, car historiquement, il n'y avait pas beaucoup de Dalits ou intouchables, du fait d'une bonne distribution, et partage des terres, et aussi du fait de l'influence du bouddhisme, avec sans doute un culte des ancêtres plus marqué que dans les autres iles, avec des influences animistes, et des contacts avec des marchands chinois.

### Religions traditionnelles
Il existe quelques communautés balinaises qui ont conservé des traditions pré-hindouistes. On les appelle Bali Aga (en). Les deux plus connues sont le village de Tenganan (en), dans le kabupaten de Karangasem, et celui de Trunyan (en) au bord du lac Batur.
La religion traditionnelle des autres Balinais est appelée Agama Tirta (« la religion de l'eau »).

### Islam
Il y a aussi 5 % de musulmans à Bali. On appelle ces Balinais musulmans « Bali Slam ». Culturellement, ils sont en effet balinais.
La présence de musulmans à Bali est ancienne. Des légendes mentionnent l'existence de communautés musulmanes à Bali, comme celle du roi Dalem Ketut Ngelesir de Gelgel, qui « convoqué à la cour de Majapahit, en serait revenu avec une garde de quarante musulmans qui auraient élu domicile sur place ». Tomé Pires, un apothicaire portugais qui a vécu à Malacca de 1512 à 1515, cite Bali parmi les lieux inclus dans le vaste réseau commercial de la cité. L’historien américain Ira Lapidus, spécialiste de l’islam, écrit qu’« [a]vec la consolidation de sa prospérité politique et commerciale, Malacca devint une base pour la diffusion de l’influence islamique à travers la région ». Il n’est donc pas abusif de supposer que des marchands musulmans aient pu s’installer dans des ports balinais comme ailleurs dans l’archipel. On ne sait pas à quand remontent les premières communautés musulmanes de Bali. Mais la présence de musulmans dans le royaume javanais de Majapahit est attestée depuis au moins le XIVe siècle.

### Autres religions
Le reste de la population balinaise est constitué de chrétiens, surtout protestants.

## Culture
Comme de nombreux autres groupes ethniques indonésiens, les Balinais sont détenteurs d'une culture originale, qui est un des éléments de l'attrait touristique de l'île — avec les risques de perte d'authenticité que cette exploitation comporte. Une de ses manifestations les plus spectaculaires est la danse dont il existe plusieurs types, souvent dansées par de très jeunes filles (le legong).

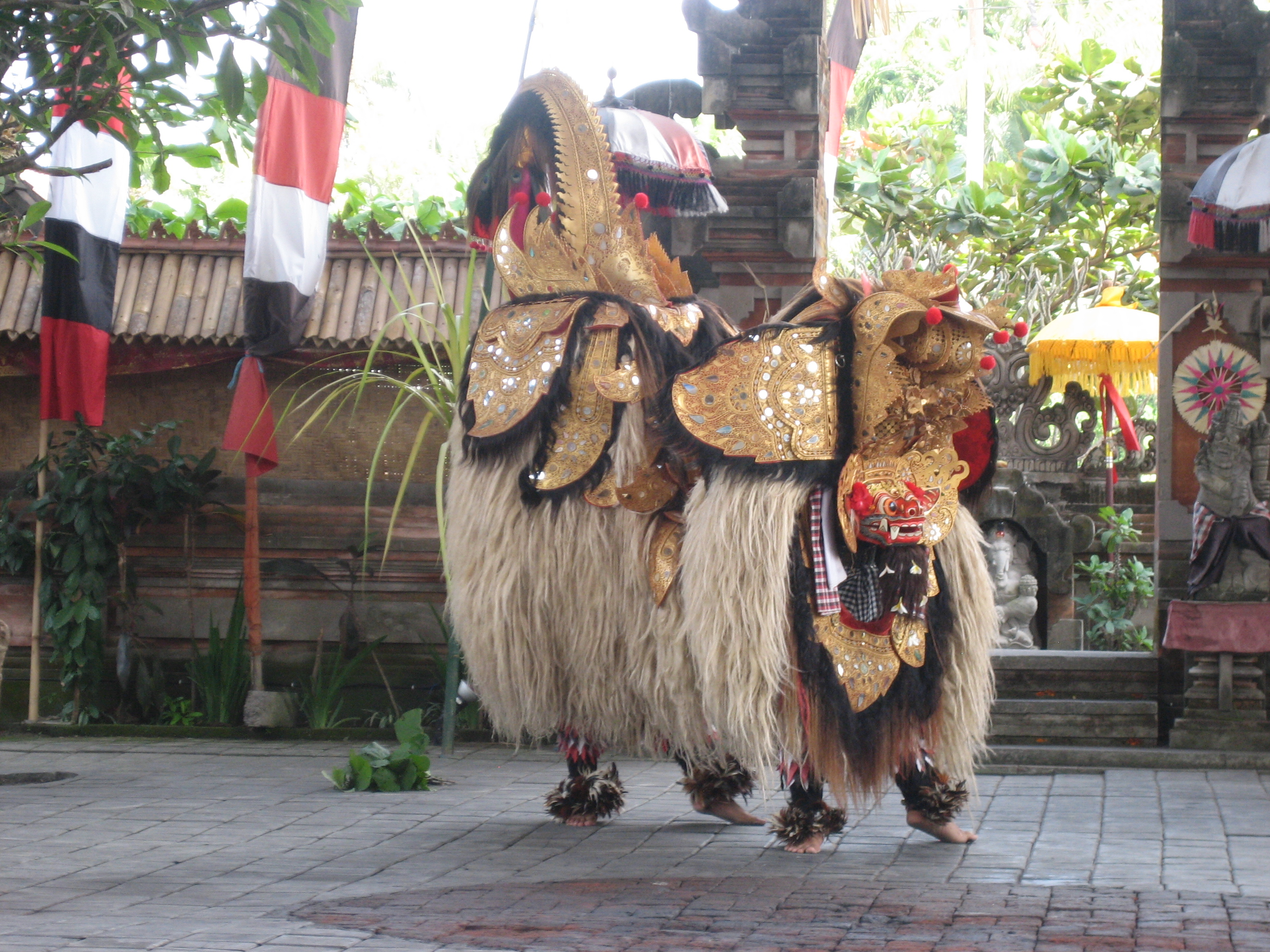
Le barong.

On note aussi la musique très caractéristique, exécutée par le gamelan, le théâtre qui met en scène, entre autres, le mythique Barong.
Bali possède deux calendriers traditionnels d'origine javanaise, le calendrier pawukon, de 210 jours, et un calendrier lunaire, le calendrier Saka (basé sur l'ère Saka et qui commence chaque année au moment de Nyepi).
Hindouistes, les Balinais procèdent à la crémation de leurs morts. Cette circonstance est l'occasion de ce qui a toute l'apparence d'une fête, avec défilé dans la ville, musique de gamelan, offrandes de toutes natures déposées sur le catafalque du défunt avant la crémation dans une ambiance bon enfant et décontractée.
On pratique à Bali des rites originaux tels que le limage des dents ou la réclusion des jeunes filles.

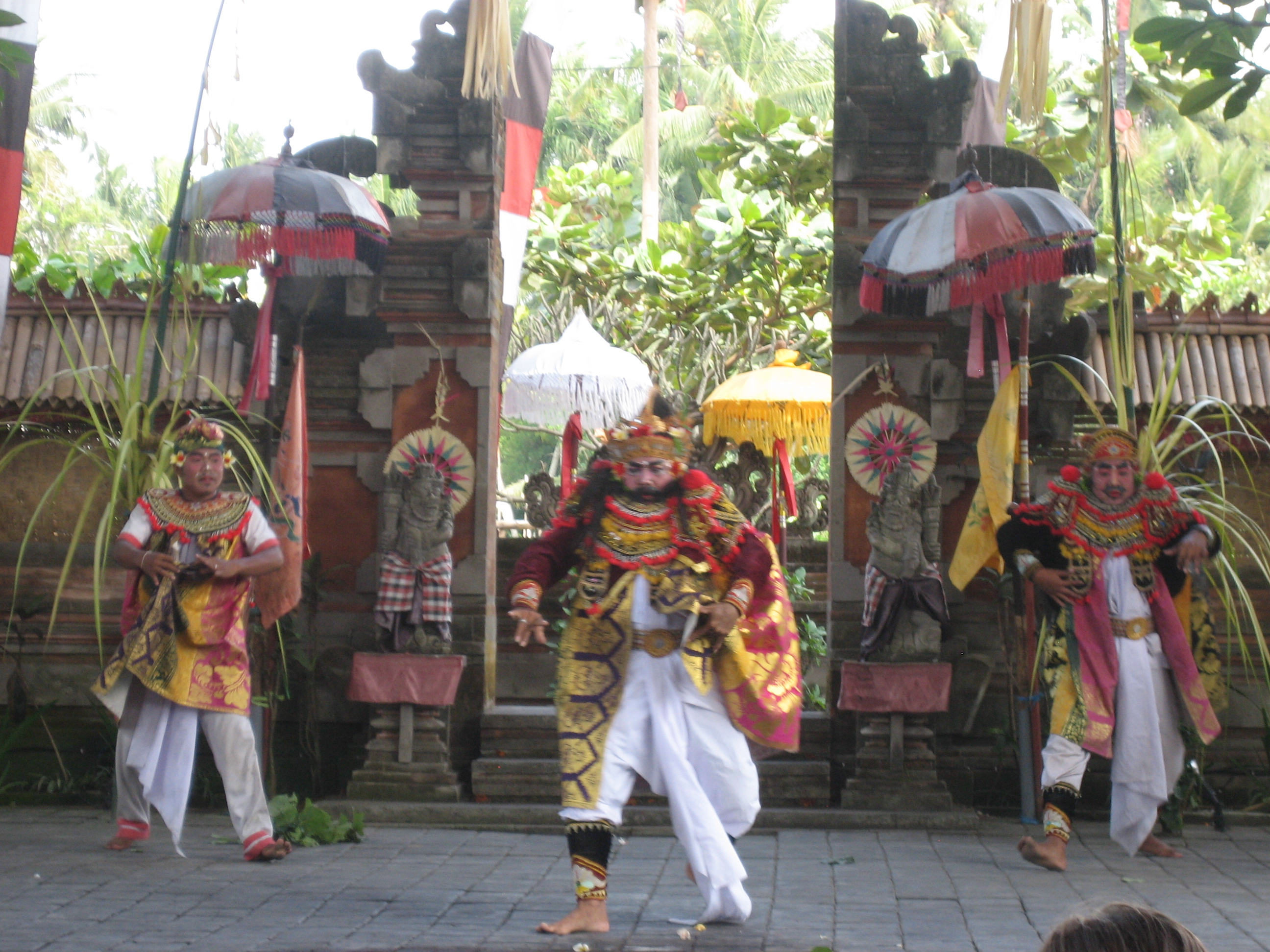
Danseurs barong (2011).
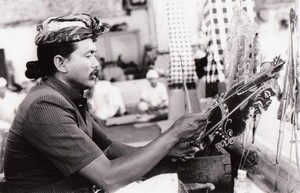
Spectacle de marionnettes Wayang kulit (2001).
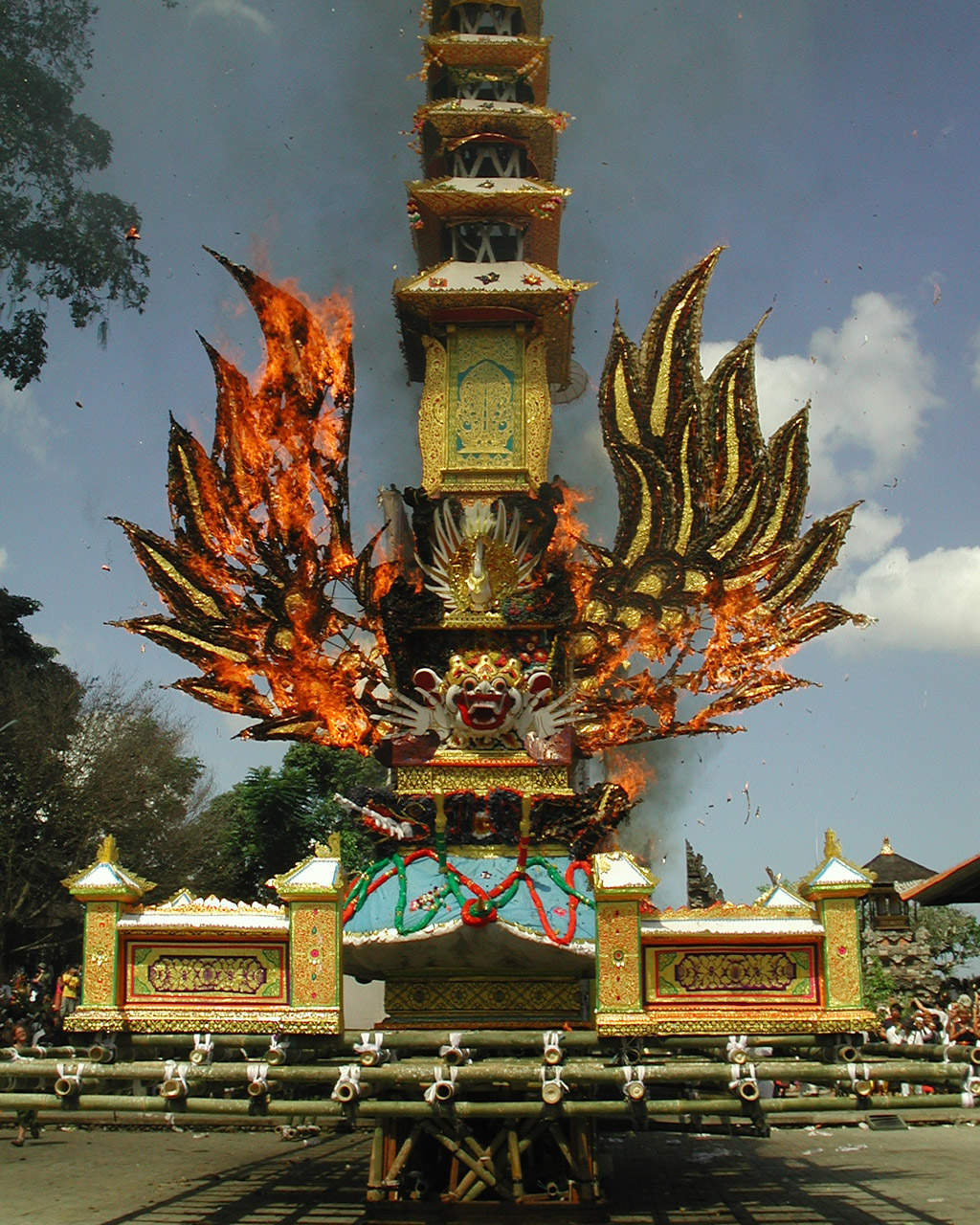
Cérémonie de crémation.
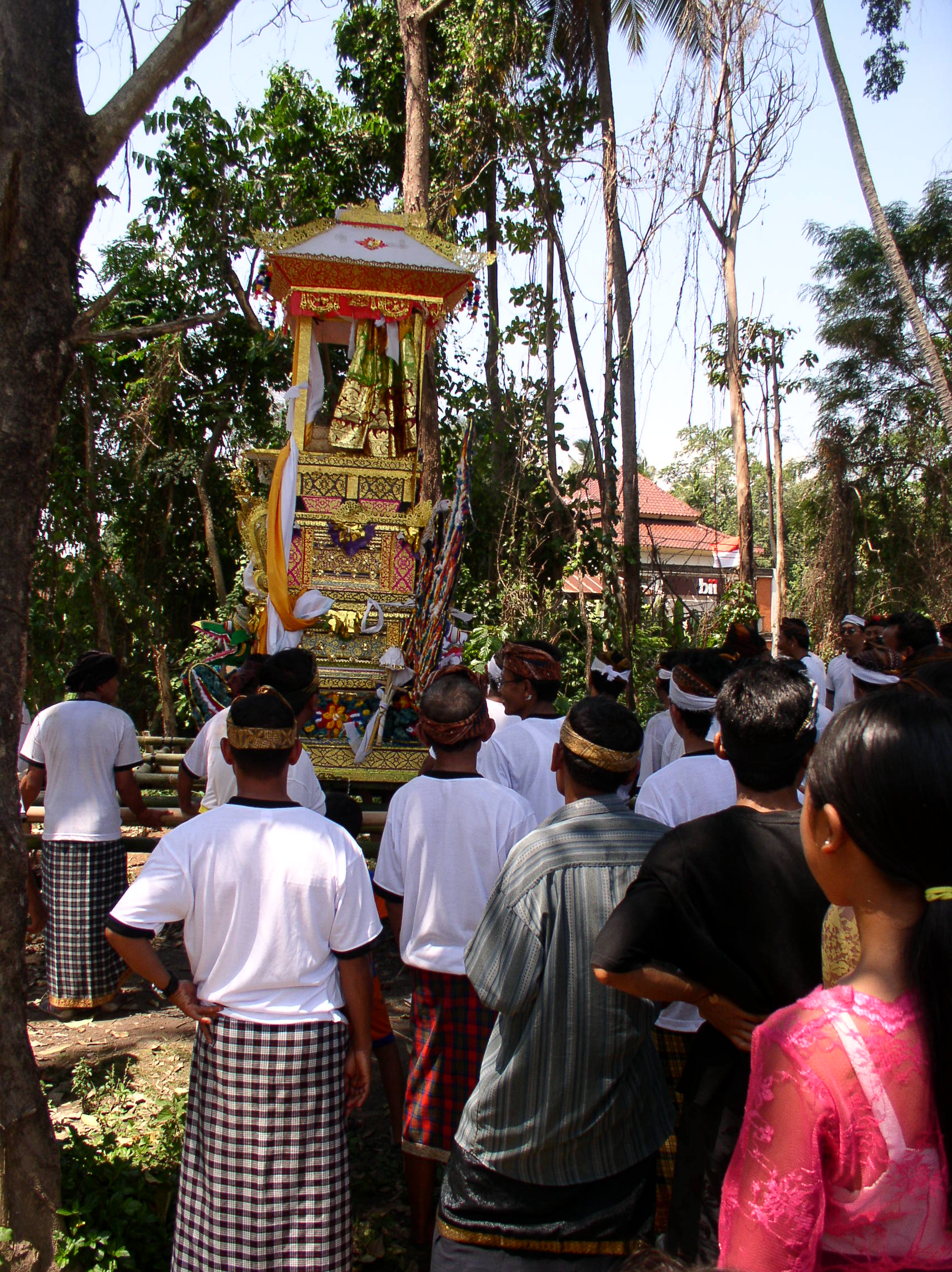
Cérémonie de crémation.
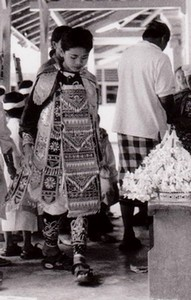
Costume.

### Littérature
On divise la littérature traditionnelle balinaise en trois groupes, sur la base de la langue utilisée : vieux-javanais, moyen-javanais (encore appelé « javano-balinais » ou « balino-javanais ») et balinais.
Le premier groupe montre le rôle décisif joué par Bali dans la préservation de l'héritage littéraire de Java avant l'islamisation. La majorité des textes javanais de cette période, dont le Nagarakertagama écrit en 1365 sous le règne du roi Hayam Wuruk de Majapahit, nous sont en effet connus par des copies préservées à Bali et à Lombok.
La tradition balinaise décrit l'aristocratie de l'île comme les descendants de princes du royaume hindouiste de Majapahit dans l'est de Java. Deux événements seraient à l'origine de cette filiation. Le premier, raconté dans le Nagarakertagama, serait la victoire en 1343 d'une armée de Majapahit sur « le roi de Bali », un monstre à tête de cochon aux pouvoirs surnaturels. Les officiers de cette armée se seraient établis à Bali, créant quelques-unes des lignées royales actuelles. Le deuxième serait la victoire des armées musulmanes sur Majapahit, qui aurait provoqué la fuite des prêtres, aristocrates et artistes vers Bali.
En réalité, quand les troupes du royaume musulman de Demak ont conquis en 1527 le territoire qui avait été celui de Majapahit, ce royaume n'existait plus. À l'est de l'ancienne Majapahit, la principauté de Blambangan est restée hindouiste et s'est placée sous la protection de Bali.
L'anthropologue Clifford Geertz, dans The Interpretation of Cultures (p. 332), voit dans ces récits un mythe destiné à légitimer le pouvoir de l'aristocratie balinaise sur le peuple. Au début du XVIIIe siècle, les rois balinais ont tenté trois expéditions vers le site de Majapahit pour se rendre en pèlerinage sur ce qu'ils considéraient comme la terre de leurs ancêtres. Ce qui est certain, c'est que c'est dans l'île voisine de Lombok qu'on a retrouvé un exemplaire du Nagarakertagama, dans le palais du roi balinais, après sa prise par les Hollandais en 1894. La petite histoire dit que c'est un officier hollandais qui a sauvé ce précieux document, alors qu'un soldat allait le brûler.
Jusqu'à la perte de Blambangan, Bali s'est toujours efforcé de garder un lien avec la terre de Majapahit. La littérature en moyen-javanais est surtout composée de kidung, chansons de geste qui relatent des légendes sur l'âge d'or de Majapahit. Les plus connus sont le Kidung Rangga Lawe, qui raconte la révolte du prince Rangga Lawe de Tuban contre son suzerain, le roi de Majapahit, le Kidung Sunda, qui chante une histoire d'amour malheureux entre le roi Hayam Wuruk et la princesse Dyah Pitaloka, fille du roi de Sunda, ce qu'on appelle le « cycle de Panji », un autre prince javanais, et de nombreuses histoires aux héros plus populaires, comme le cycle de Calon Arang avec sa sorcière Rangda. L'argument de la majorité des kidung est situé à Java. Le Pararaton ou « Livre des rois », chronique qui décline la généalogie des rois du royaume de Singasari dans l'est de Java et de son successeur Majapahit, est une autre œuvre importante écrite en moyen-javanais.
Comme ces textes ne sont connus que par des manuscrits trouvés à Bali, il est pour l'instant difficile de déterminer s'il s'agit d'un héritage javanais pré-islamique ou de l'œuvre de lettrés balinais encore « javanisés ». La perte de Blambangan à la fin du XVIIIe siècle est donc un événement décisif sur le plan culturel. En outre, il enlève aux souverains balinais leur dernier lien à Java, et séparera physiquement les deux îles jusqu'à la conquête hollandaise de Bali.
Les Balinais ont aussi écrit dans leur propre langue, surtout pour les chroniques de leurs propres royaumes, appelées babad (« chronique ») comme à Java. Leur principal but était d'établir la généalogie des familles de l'aristocratie. Certaines babad ont un intérêt surtout littéraire. D'autres constituent des sources historiques de valeur.
Comme dans le reste de l'Indonésie, il y a à Bali des artistes qui créent selon une démarche personnelle. Ils peuvent prendre des éléments de leur culture traditionnelle, ou même s'en inspirer, mais fondamentalement, leurs œuvres sont le reflet d'un univers intérieur qui leur est propre.
De nombreux touristes apprécient au quotidien la littérature de Bali, en témoignent les nombreux blogs sur le sujet.

### Artisanat et arts

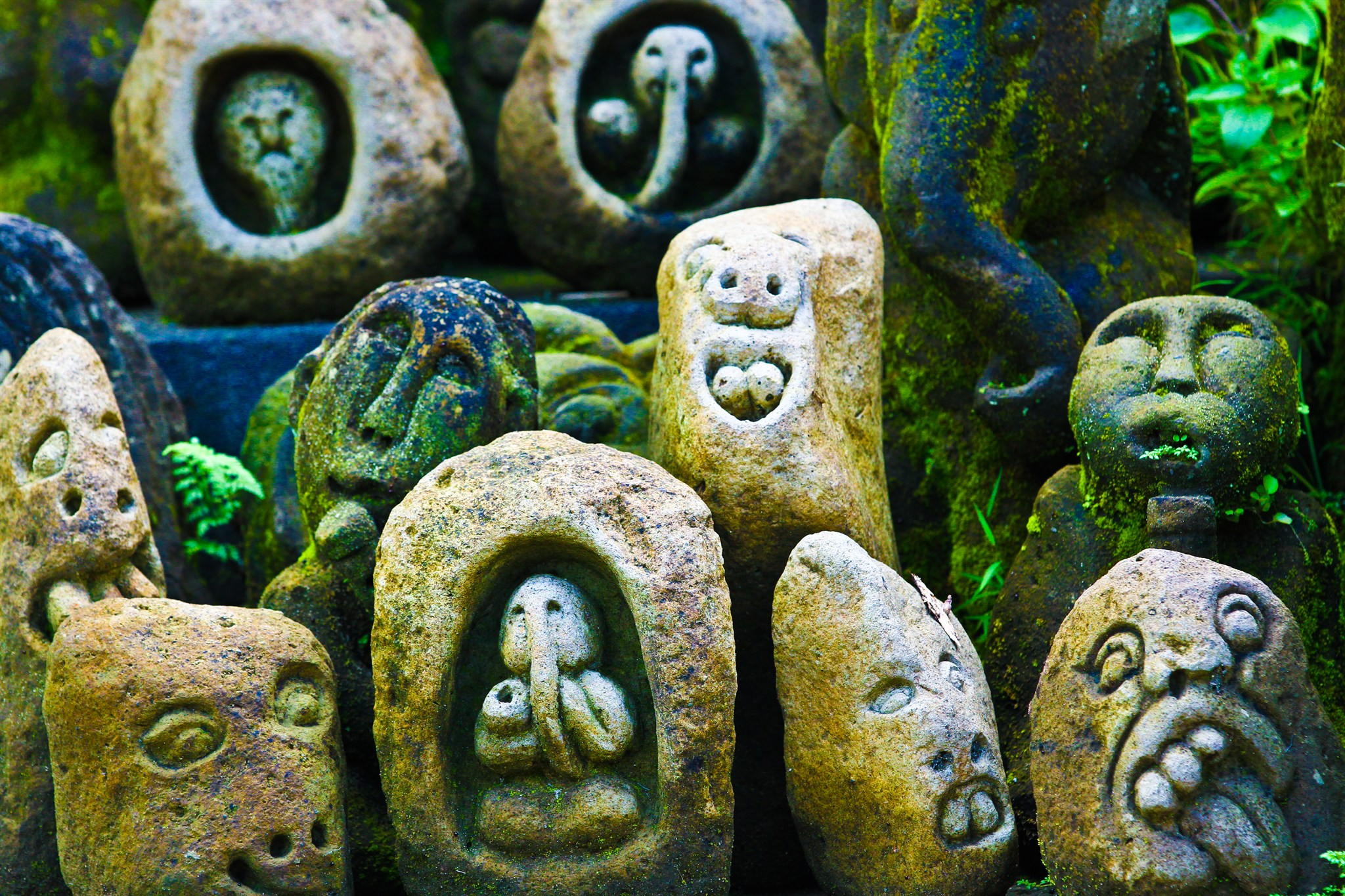
Sculptures balinéaises à Ubud.

Les amateurs d'artisanat de toutes qualités, bois, pierre, béton, coquillages, argent, textiles (y compris le batik, qui est une technique javanaise), seront séduits par les réalisations balinaises.
Le tissu traditionnel de Bali est le poleng, vichy noir et blanc utilisé à des fins religieuses.
Le bois est notamment travaillé à Mas, l'argent à Celuk, et le batik à Ubud.
L'architecture et la décoration sont également un domaine de prédilection des balinais et des architectes du monde entier y trouvent leur inspiration.

#### Sciences humaines
- Miguel Covarrubias, Island of Bali, Alfred A. Knopf, 1937.
- Fondation Bumi Kita, Bali - Voyager autrement, Pages du Monde, 2005.
- Michel Picard, Tourisme culturel et culture touristique, L'Harmattan, 1992.
- Clifford Geertz, Negara: The Theatre State in Nineteenth-Century Bali, 1980.
- Clifford Geertz, Interpretation of Cultures, 2000.
- Denys Lombard, Le carrefour javanais (3 vol.), Éditions de l'EHESS, 1990.
- Ricklefs, M. C., A History of Modern Indonesia since c. 1300 (2de édition), 1993.
- Frits. A. Wagner, L'Indonésie, l'art dans le monde, Albin Michel, 1983.
- Made Wijaya, Architecture de Bali, Ed. Pacifique, 2003.
- Christine Jordis, Bali, Java, en rêvant, Ed. Gallimard, Collection Folio, 2005 (1re publication en 2001 aux éditions du Rocher).
- Sébastien Ortiz, Le goût de Bali, Mercure de France, 2005.
- Éric Buvelot, Bali, 50 ans de changements – Entretiens avec Jean Couteau, Éditions Gope,  (ISBN 979-10-91328-85-2), 2021.

#### Romans
- Vicki Baum, Sang et volupté à Bali, 1937 : roman qui a pour cadre les deux dernières années de souveraineté du royaume de Badung dans le sud de Bali.
- Jacques Lanzmann, Le Raja - Mythe. aventures et chasse au trésor, Éditions Ramsay, Paris, 1995 : sous le nom de Timor Wandewelle se cache le fils du dernier Raja de Bali. Âgé de 88 ans, il raconte son histoire à un jeune médecin qui l'a sorti d'un mouroir où il était enfermé.
- Amok à Bali (1970), roman de la série SAS.
- Laurent Gounelle, L'Homme qui voulait être heureux.
- Elizabeth Gilbert, Mange prie aime, 2006.
- Anne Hampson, Vivre à Bali, Harlequin, 1983.

#### Théâtre
- Antonin Artaud, Sur le théâtre balinais et Théâtre oriental et théâtre occidental in Le Théâtre et son double.

#### Création sonore
- Carte postale sonore Arte Radio Bali, l'île des dieux[28], de Jennifer Lavallé et Samuel Mittelman